# Eddy Merckx
Pour les articles homonymes, voir Eddy Merckx (homonymie) et Merckx.
Édouard, baron Merckx (/ˈmɛʁks/), dit Eddy Merckx, est un cycliste belge né le 17 juin 1945 dans la commune de Meensel-Kiezegem, en province du Brabant flamand à l'est de Louvain.
Professionnel de 1965 à 1978, Eddy Merckx est souvent considéré comme le plus grand cycliste de l'Histoire, tant il a été performant au plus haut niveau. Il a remporté 625 courses (525 victoires sur route, 98 succès sur la piste et deux bouquets en cyclo-cross) durant sa carrière, ce qui constitue un record. Surnommé « Le Cannibale » ou « L'Ogre de Tervueren » pour son insatiabilité, Eddy Merckx compte de nombreux autres records dans le sport cycliste, notamment onze Grands Tours remportés (cinq Tours de France, cinq Tours d'Italie et un Tour d'Espagne), soixante-quatre étapes gagnées lors de ces grands tours, trois championnats du monde sur route ainsi que trente-et-une classiques dont dix-neuf Monuments (sept Milan-San Remo, deux Tours des Flandres, trois Paris-Roubaix, cinq Liège-Bastogne-Liège et deux Tours de Lombardie). 
Eddy Merckx a également battu le record de l'heure. Il est élu « Athlète belge du XXe siècle », ainsi que meilleur cycliste du XXe siècle par l'Union cycliste internationale.

## Biographie

### Repères biographiques
Eddy Merckx est né le 17 juin 1945 à Meensel-Kiezegem au 29 de la Tieltsestraat. Il est le fils de Jules Merckx, Belge néerlandophone, menuisier puis épicier à Woluwe-Saint-Pierre, une commune de la région bruxelloise, et de Jenny Pittomvils, Belge francophone (décédée en 2009). Il est l'aîné de la famille, sa sœur Micheline et son frère Michel, jumeaux, sont nés le 23 mai 1948.
Il est marié depuis le 5 décembre 1967 à Claudine Acou (à Bruxelles) et père de deux enfants : Sabrina (née le 14 février 1970) et Axel (né le 8 août 1972), ce dernier cycliste professionnel de 1993 à 2007. Sabrina s'est mariée au joueur de tennis argentin Eduardo Masso, et leur fils Luca Masso, qui a la double nationalité, a intégré l'équipe nationale argentine de hockey sur gazon, avec laquelle il est devenu champion olympique en 2016 en battant l’équipe de Belgique en finale.

### De la découverte du cyclisme au titre de champion du monde amateur
Eddy Merckx reçoit à 4 ans son premier vélo (à gros pneus). S'il gagne tôt dans son enfance le surnom « Tour de France », il obtient son premier vélo de course à huit ans. Il admire le coureur cycliste Stan Ockers, mais il joue d'abord au tennis, au basket-ball et au football, en minimes au White Star AC,. À 12 ans il dispute sa première course cycliste non officielle, durant laquelle il est dépassé plusieurs fois. En juillet 1961 il dispute sa première course officielle, à Laeken. Il en dispute d'autres durant cet été-là, et obtient sa première victoire à Petit-Enghien. Après avoir disputé 14 courses en 1961, dès l'année suivante il a l'ambition de faire carrière. Il s'entraîne avec des coureurs professionnels comme Émile Daems et Willy Vannitsen, qui peinent parfois à le suivre. Ses résultats scolaires à l'Athénée d'Etterbeek, qui n'étaient déjà pas bons, déclinent. Au printemps 1962 il convainc ses parents de le laisser quitter l'école pour se consacrer au cyclisme. Conseillé par Félicien Vervaecke, l'ancien meilleur grimpeur des Tours de France 1935 et 1937, Eddy Merckx progresse rapidement. En août 1962 il remporte le titre de champion de Belgique des débutants à Libramont et écarte tous les doutes quant à sa capacité à faire carrière.
Le 5 septembre 1964 il gagne en solitaire son premier grand trophée, celui de champion du monde amateur à Sallanches, en lâchant tous ses adversaires dans la côte de Passy. À l'arrivée, le reporter radio Léon Zitrone dit : « Eddy Merckx, souvenez-vous bien de ce nom ! » Sur le podium Merckx devance son compatriote Willy Planckaert et le Suédois Gösta Pettersson. Enfin, un mois après, il termine à la 12e place de la course sur route des Jeux olympiques de Tokyo. À la veille d'accéder à l'élite, il est lauréat de 84 succès dans le monde amateur.

### L'ascension vers les sommets (1965-1968)

#### 1965

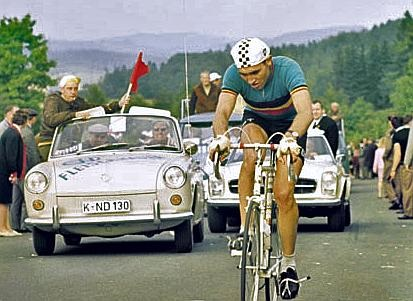
Eddy Merckx au championnat du monde de 1966.

Jean Van Buggenhout décroche un premier contrat professionnel pour Eddy Merckx avec Solo-Superia, une équipe formée autour du champion Rik Van Looy. Il dispute sa première course professionnelle à l'occasion de la Flèche wallonne, le 29 avril. Parti trop tôt en tête de course, il abandonne. Deux semaines plus tard, il obtient le premier des 525 succès de sa carrière professionnelle à Vilvorde, où il devance son camarade d'entraînement Émile Daems. L'entente est mauvaise au sein de l'équipe entre « l'Empereur » Van Looy, qui entend rester le meilleur coureur de classique qu'il est à l'époque, et Merckx, considéré alors comme un « nouveau Van Looy ». En août, au championnat de Belgique à Vilvorde, Van Looy abandonne et laisse Merckx se débrouiller seul face aux coureurs de l'équipe rivale Groene Leeuw, Arthur Decabooter, et Walter Godefroot. Également considéré comme un grand espoir du cyclisme belge, celui-ci s'impose devant Eddy Merckx. En septembre, Merckx dispute son premier championnat du monde professionnel à Lasarte-Oria, en Espagne, et en prend la 29e place. Il termine la saison avec neuf victoires. Victime des quolibets des équipiers de Van Looy, qui l'affublent du sobriquet « Jack Palance », Merckx demande à Van Buggenhout de lui trouver une autre équipe pour l'année suivante. Raphaël Géminiani tente de le recruter au sein de Ford, afin qu'il coure aux côtés de Jacques Anquetil. C'est finalement avec l'équipe française Peugeot qu'il signe à l'automne 1965.

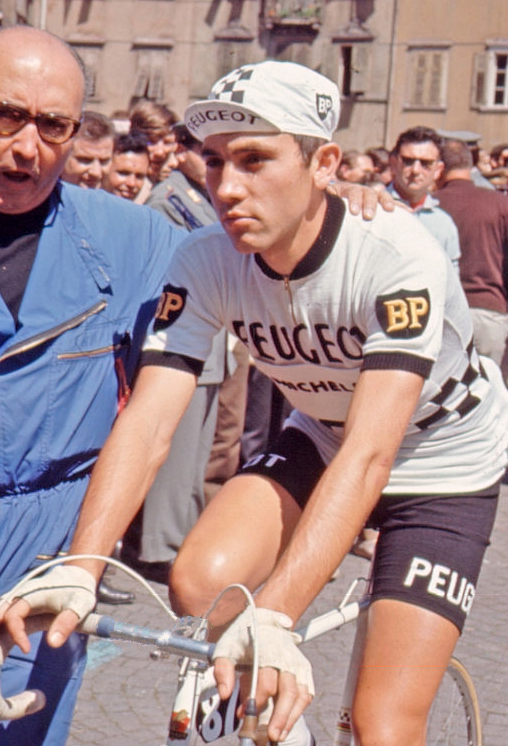
Eddy Merckx chez Peugeot, en 1967.

#### 1966
En mars 1966, Eddy Merckx dispute Paris-Nice, sa première course par étapes majeure. Il occupe la première place du classement général pendant une journée, avant de la céder à Jacques Anquetil et de terminer quatrième. Cinq jours plus tard, il s'impose une première fois sur la classique Milan-San Remo en battant onze coureurs au sprint. Au Tour des Flandres, il chute en pêchant par « excès de zèle », montrant, comme en d'autres occasions à ce stade de sa carrière, ce qu'il « considérait lui-même comme son « inexpérience » et son « ignorance » du métier ». Paris-Roubaix est aussi un échec, à cause d'une crevaison. Encore sujet à des crampes lors des fins de longues courses, il est écarté de la victoire au championnat du monde pour cette raison. Après qu'il a rendu publique cette douleur récurrente devant les caméras de la télévision, un spectateur lui conseille une pommade qui le guérit définitivement de ses crampes. En fin de saison, il est battu de trois minutes par Anquetil au Grand Prix des Nations, ainsi que par Felice Gimondi, mais devance son coéquipier Roger Pingeon et Raymond Poulidor. Il frôle la victoire au Tour de Lombardie, battu seulement par Felice Gimondi après avoir été gêné par Vittorio Adorni sur le vélodrome Sinigaglia. Il termine l'année avec vingt victoires.

#### 1967

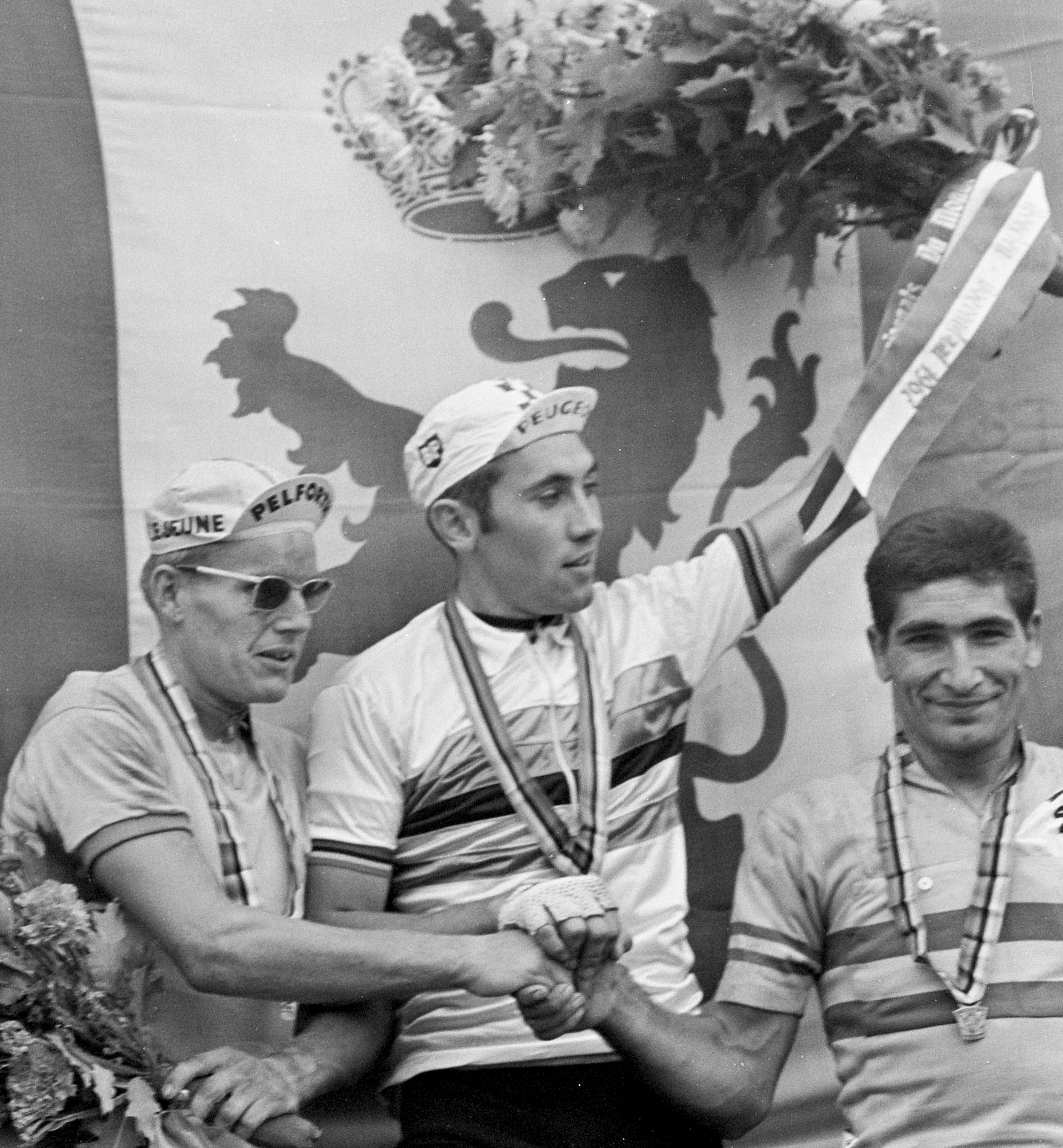
Eddy Merckx, entre Jan Janssen et Ramón Sáez sur le podium du championnat du monde de 1967.

En début d'année 1967, au Tour de Sardaigne, Merckx gagne deux étapes, mais se montre vulnérable en descente, où il chute. Il remporte peu après son deuxième Milan-San Remo, puis la semi-classique belge Gand-Wevelgem fin-mars. Battu au Tour des Flandres, dont il prend la troisième place, il gagne sa première Flèche wallonne fin avril après une attaque en solo mais rate de peu une première victoire sur la Doyenne, battu sur la piste en cendrée de Rocourt par Walter Godefroot. À la fin de ce printemps, il dispute son premier Tour d'Italie. Alors qu'il n'a encore jamais disputé de compétition en haute montagne, il s'impose lors de la douzième étape à l'issue de l'ascension du Blockhaus. Il récidive deux jours plus tard, à Lido degli Estensi (it), cette fois à l'issue d'une arrivée groupée. À la lutte pour les premières places du classement général, il lâche prise au passo del Tonale, lors de la 21e étape, victime d'un coup de froid, et termine neuvième de ce Giro. Durant l'été, Merckx est endeuillé par la mort de son coéquipier et mentor Tom Simpson, qui s'effondre sur les pentes du mont Ventoux durant le Tour de France. Eddy Merckx est le seul coureur du continent à se déplacer en Angleterre pour ses funérailles. Au début du mois de septembre, il empoche son premier titre de champion du monde à Heerlen aux Pays-Bas, devançant au sprint le Néerlandais Jan Janssen et l'Espagnol Ramón Sáez.

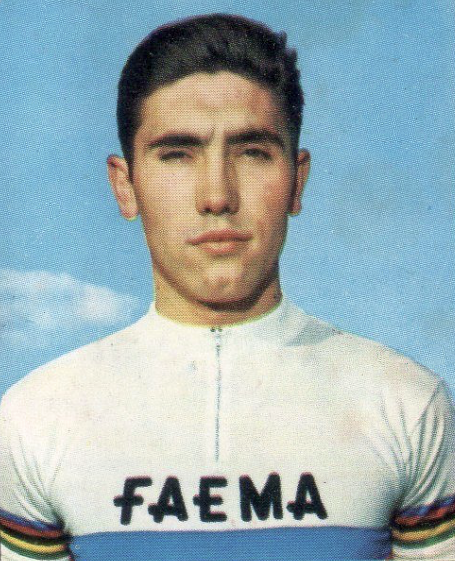
Eddy Merckx en 1968.

#### 1968
Alors qu'approche la fin de saison 1967, le directeur de Peugeot Gaston Plaud ne semble pas vouloir conserver Eddy Merckx, croyant davantage en Roger Pingeon, récent vainqueur du Tour de France. Merckx s'engage avec la nouvelle équipe italienne Faema pour trois ans, et 400 000 francs par an. Il avait rencontré Vincenzo Giacotto (it), alors chargé de monter cette équipe, dès le mois d'avril 1967, à Cervinia. Il avait alors ébloui Giacotto et Nino Defilippis par la facilité avec laquelle il avait effectué l'ascension alors que c'était la première fois qu'il roulait à une telle altitude. Au sein de Faema, Merckx dispose désormais d'une « garde rouge » imposante, à l'image de celle de Van Looy par le passé. Parmi ses nouveaux coéquipiers, Vittorio Adorni est recruté à la fois pour être un « domestique de luxe » et le guider dans les descentes, mais également pour être son mentor, ainsi qu'un « indicateur », en tant qu'ancien équipier de Gimondi. Mis en échec par Van Looy et Godefroot au Tour des Flandres, Eddy Merckx remporte en avril son premier Paris-Roubaix en battant Herman Van Springel au sprint. Il s'illustre dans les courses par étapes. Au Tour de Sardaigne, en début de saison, il s'assure la victoire dès la première étape, qu'il gagne avec six minutes d'avance. Il remporte aussi le Tour de Romandie en avril. Au Tour d'Italie, lors de la première étape, il part seul à deux kilomètres de l'arrivée et gagne avec six secondes d'avance. Il s'empare du maillot rose, qu'il cède deux jours plus tard à Michele Dancelli, suivant le conseil d'Adorni selon lequel il est nécessaire de préserver les forces de l'équipe. Après avoir gagné la huitième étape à Brescia, Merckx reprend le maillot rose à l'issue de la douzième étape, aux Tre Cime di Lavaredo. Dans l'ascension finale, il obtient d'Adorni le signal l'autorisant à attaquer. Il part seul, rattrape tous les échappés présents en tête de course. Tous ses adversaires sont surclassés. Gimondi perd plus de six minutes lors de cette étape. Au classement général, Adorni suit Merckx de quatre minutes, les suivants de cinq minutes. La presse salue de superlatifs son exploit. Il contrôle la fin de la course et remporte son premier Tour d'Italie, devançant son coéquipier Adorni de cinq minutes, et Gimondi de neuf minutes. Malgré les sollicitations des organisateurs et de sponsors, Eddy Merckx ne dispute pas le Tour de France après ce succès au Giro. En septembre, le championnat du monde sur route, disputé à Imola, est emporté par Adorni, dont c'est la région natale. Merckx, qui n'a pas pris part à la poursuite derrière son coéquipier, est huitième. Il termine la saison avec 32 victoires, en 129 courses disputées.

### L'ère Merckx (1969-1975)

#### 1969

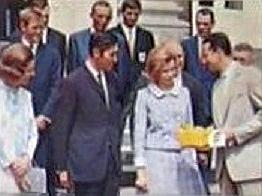
Le roi Baudouin et son épouse accueillent Eddy Merckx, son épouse ainsi que son équipe, après la première victoire au Tour de France (1969).

L'hiver voit notamment Vittorio Adorni quitter Faema, tandis que celle-ci recrute le directeur sportif Guillaume Driessens. En mars 1969, Eddy Merckx gagne le Tour du Levant, ainsi que trois des sept étapes de cette course, et surtout le premier de ses trois Paris-Nice. Lors du contre-la-montre du col d'Èze, il rejoint puis dépasse Jacques Anquetil, parti une minute et demie avant lui. Il remporte ensuite en solitaire son troisième Milan-San Remo, grâce à une attaque dans la descente du Poggio. Dans le Tour des Flandres couru sous la pluie, il s'échappe à 70 km de l'arrivée alors qu'il reste tous les monts à gravir. Alors que son directeur sportif Driessens lui crie que cette attaque intervient trop tôt et lui demande d'arrêter, Merckx poursuit son effort. Il franchit la ligne d'arrivée avec plus de 5 minutes d'avance sur Felice Gimondi et 8 sur Marino Basso. Blessé au genou lors de Paris-Roubaix, il y est battu par Walter Godefroot. Lors de la Flèche wallonne, c'est une « brigade anti-Merckx » qui le met en échec. Enfin, à Liège-Bastogne-Liège, il franchit en vainqueur la ligne d'arrivée avec son coéquipier Victor Van Schil, au vélodrome de Rocourt. Leurs poursuivants, résignés, arrivent huit minutes plus tard. En mai, alors qu'il porte le maillot rose du Tour d'Italie en ayant gagné quatre étapes, il est déclaré positif au contrôle antidopage. Il est exclu de la course à Savone. Il s'estime victime d'une injustice et reçoit le soutien de plusieurs coureurs. Gimondi, qui hérite du maillot rose, refuse ainsi de porter celui-ci. Le 10 juin, l'Union cycliste internationale, dont le président Rodoni avait manifesté publiquement son soutien à Merckx, lève sa suspension « au bénéfice du doute », lui permettant de participer au Tour. Merckx reprend l'entraînement le 10 juin. Il dispute plusieurs critériums, le championnat de Belgique, en vue du départ du Tour de France, à Roubaix, le 28 juin. Il prend la deuxième place du prologue, derrière Rudi Altig. Le lendemain, la course passe par Woluwe-Saint-Pierre, où il a grandi. Faema gagne le contre-la-montre par équipes, permettant à Merckx de récupérer le maillot jaune. Il devient ainsi pour la toute première fois maillot jaune en franchissant la ligne d’arrivée située à hauteur de l’actuel no 28 avenue des mille mètres à Woluwé St Pierre. Ce dernier passe ensuite sur les épaules d'un équipier de Merckx, Julien Stevens, vainqueur de la deuxième étape. Les concurrents témoignent de la vitesse élevée imposée par Faema en ce début de Tour. À Nancy, Merckx déclare que ce départ en fanfare avait en réalité pour but de cacher un manque de forme. Au Ballon d'Alsace, Merckx retrouve le maillot jaune en s'imposant avec 4 minutes d'avance sur ses adversaires. Battu par Roger Pingeon à Chamonix, il se montre plus discret dans le Galibier le lendemain. Lors de la dernière étape alpestre en revanche, il est offensif, et bat Gimondi au sprint à Digne. Le lendemain, il suit une attaque du « modeste » coureur Jacques De Boever, et est devancé par Gimondi, qui les a accompagnés. À la sortie des Alpes, Eddy Merckx compte 7 minutes d'avance sur Pingeon au classement général. Il accroît cette avance en gagnant le contre-la-montre de Revel. Lors de l'étape Luchon-Mourenx, Eddy Merckx franchit le premier le col du Tourmalet, en passant devant son coéquipier Martin Van Den Bossche qui avait assuré le rythme du groupe durant l'ascension. Constatant au bas de la descente qu'il a creusé un écart sur ses adversaires, il poursuit son effort seul. Il accroit son avance de six minutes dans l'ascension d'Aubisque et gagne l'étape. La presse salue sa performance le lendemain, et le compare à Fausto Coppi. Jacques Goddet, dans L'Équipe, intitule son article « Merckxissimo ». Il accroit encore son avance au puy de Dôme, puis lors du contre-la-montre final, qu'il gagne avec près d'une minute d'avance. Il remporte ainsi son premier Tour de France, avec 18 minutes d'avance sur le deuxième au classement général. Il est accueilli en triomphe en Belgique, dont aucun coureur n'avait gagné le Tour depuis trente ans, et reçu par le roi Baudouin. Durant la suite de la saison, il remporte notamment Paris-Luxembourg. Lors d'une course derrière derny au vélodrome de Blois le 9 septembre 1969, il est impliqué dans une chute collective. Son entraîneur Fernand Wambst y laisse la vie. Inconscient, Eddy Merckx est transporté à l'hôpital, dont il sort quatre jours plus tard. Toute la suite de sa carrière, il aura des douleurs dorsales à la suite de cette chute. Il revient néanmoins vite en course et gagne un critérium à Schaerbeek le 21 septembre. Son dernier « grand test » de la saison est le Trophée Baracchi, contre-la-montre en duo qu'il a gagné en 1966 et 1967 avec Ferdinand Bracke. Associé à Davide Boifava, il part trop vite et doit laisser son coéquipier du jour faire l'essentiel du travail en fin de course. Ils terminent troisièmes. Merckx termine cette saison avec 43 victoires en 129 courses disputées.

#### 1970

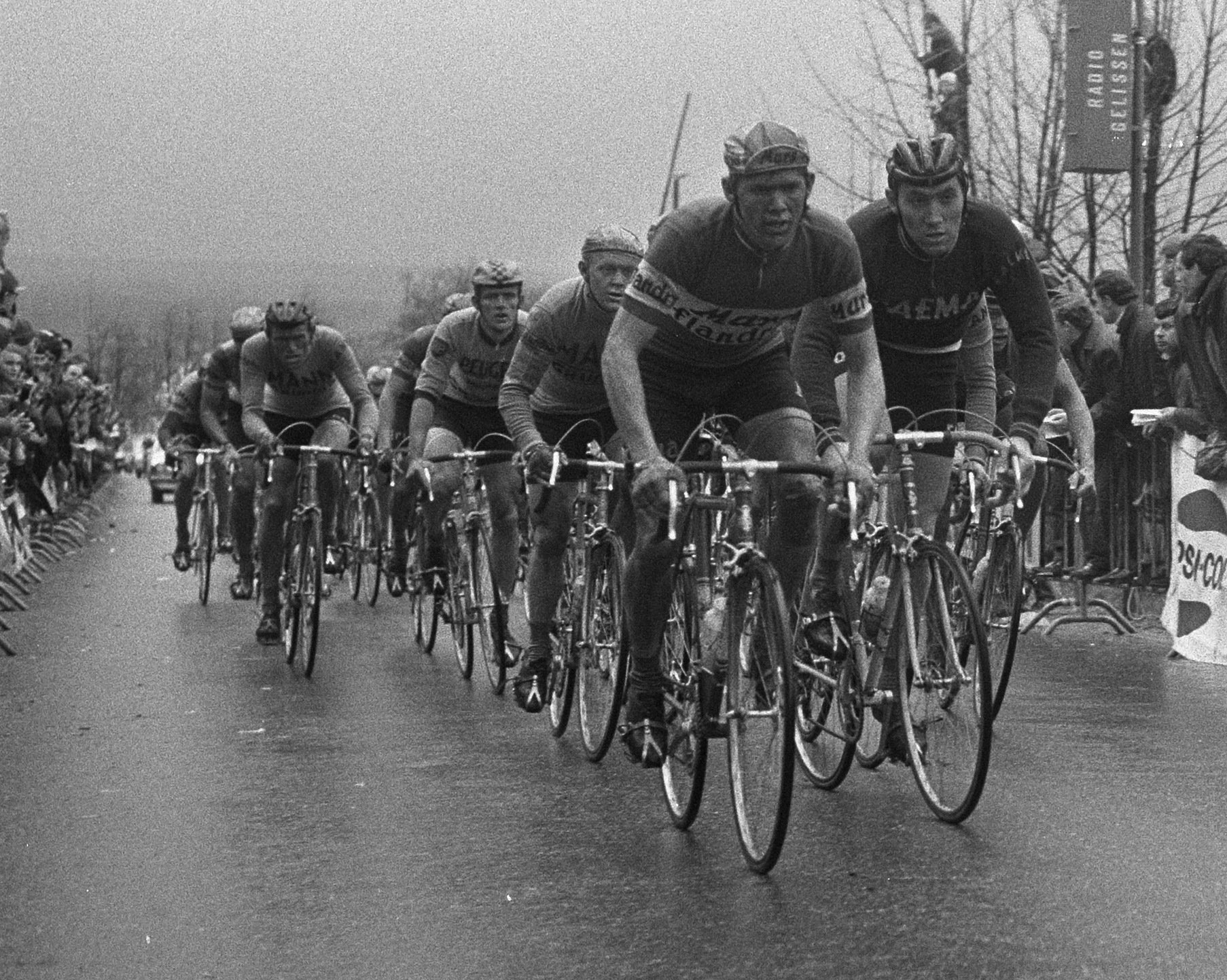
Erik De Vlaeminck et Eddy Merckx lors de l'Amstel Gold Race 1970.

En début d'année 1970 Eddy Merckx remporte le classement général et trois étapes de Paris-Nice, dont le contre-la-montre de La Turbie, malgré une douleur à la selle. Cette douleur le pousse, lors de Milan-San Remo, à se mettre au service de son coéquipier Zilioli, qui finit quatrième. Le printemps de classiques s'annonce comme un duel entre Merckx et Roger De Vlaeminck. Ayant refusé de faire ses débuts dans l'« armada » de Merckx en 1969, celui-ci a obtenu quelques victoires, faisant de lui un successeur de Van Looy dans le cœur du public flamand. Eddy Merckx gagne Gand-Wevelgem, puis est battu par Leman au Tour des Flandres. Il remporte Paris-Roubaix avec plus de cinq minutes d'avance sur De Vlaeminck, retardé par une crevaison. Lors de Liège-Bastogne-Liège, De Vlaeminck bat Merckx et tient sa revanche. Il défie Merckx à la Flèche wallonne, remportée par ce dernier en solitaire. Lors du Tour d'Italie, Merckx gagne trois des neuf premières étapes. Mis en difficulté entre Zingonia et Malcesine (sixième étape) par son ex-coéquipier Martin Van Den Bossche, parti chez Molteni, il se rattrape le lendemain avec une victoire en solitaire à Brentonico. Il s'empare à cette occasion du maillot rose, porté depuis le début de la course par Franco Bitossi, et le garde jusqu'à l'arrivée à Bolzano. Il gagne son deuxième Giro avec plus de trois minutes d'avance sur Felice Gimondi. En juin, Eddy Merckx ajoute à son palmarès son seul titre de champion de Belgique sur route. Ce premier semestre de 1970 voit l'émergence de Luis Ocaña, deuxième de Paris-Nice et vainqueur du Tour d'Espagne et du Critérium du Dauphiné libéré, et considéré comme le principal adversaire de Merckx au Tour de France. Merckx remporte le prologue à Limoges. Son équipier Zilioli récupère le maillot jaune le lendemain, ce qui déplait à Merckx qui craint qu'il n'y laisse des forces. Merckx retrouve le maillot jaune à l'issue de la sixième étape, à Valenciennes, après une crevaison de Zilioli. Le lendemain, il attaque avec Lucien Van Impe et gagne à Forest. Après le contre-la-montre de l'après-midi, il compte deux minutes d'avance au classement général. Lors de la dixième étape, il participe à une échappée de quatorze coureurs, partis à 170 km de l'arrivée. Il gagne l'étape devant les deux autres derniers coureurs du groupe. Il s'impose encore « magistralement » en contre-la-montre à Divonne et à Grenoble. À l'arrivée à Gap, il apprend la mort de Vincenzo Giacotto (it), directeur de l'équipe Faema. Malgré le chagrin, il s'impose à nouveau le lendemain, au mont Ventoux. Sa victoire finale sur ce Tour semble désormais acquise, puisqu'il compte dix minutes d'avance sur le Néerlandais Joop Zoetemelk, deuxième. Il gagne encore deux étapes, en contre-la-montre à Bordeaux, et à la Cipale le dernier jour, et remporte son deuxième Tour de France.

#### 1971

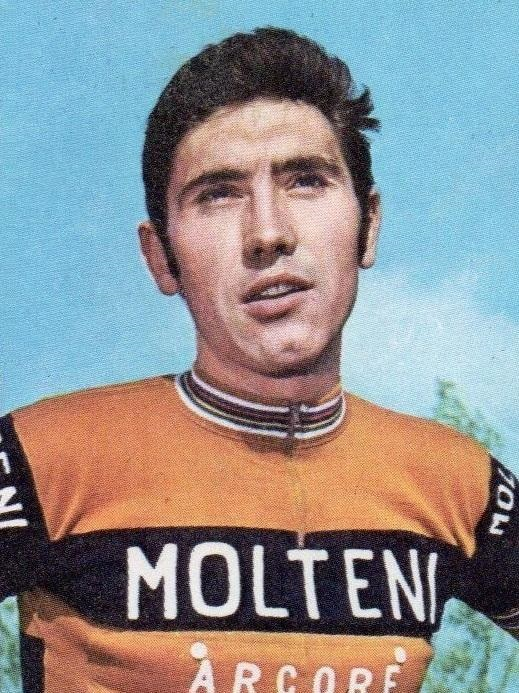
Eddy Merckx chez Molteni (1971-1976).

En fin d'année 1970, Eddy Merckx quitte Faema et rejoint Molteni, équipe du fabricant de charcuterie éponyme. Il signe avec elle un contrat de deux ans et emmène dix coureurs belges avec lui. En début de saison, il gagne Paris-Nice, avec trois étapes, puis Milan-San Remo de la plus belle manière jusqu'alors. Le duel avec Roger De Vlaeminck tourne à l'avantage de Merckx au Circuit Het Volk, puis à celui de De Vlaeminck au Grand Prix E3. Merckx est ensuite défait lors des deux grandes classiques suivantes : il se retrouve piégé dans le peloton au Tour des Flandres, et subit cinq crevaisons lors de Paris-Roubaix. Malade, il est forfait pour la Flèche wallonne. Lors de Liège-Bastogne-Liège, il se trouve seul en tête à 90 km de l'arrivée. Au mont Theux, il se trouve en difficulté et son avance passe de cinq à une minute. Il laisse alors son poursuivant, Pintens, le rejoindre à 4 km de l'arrivée, et le bat au sprint au vélodrome de Rocourt. En vue du Tour de France, le Critérium du Dauphiné libéré est le théâtre d'un duel serré avec Luis Ocaña, qui se conclut en faveur de Merckx grâce à un succès lors du contre-la-montre final. Au Grand Prix du Midi libre, sa dernière préparation avant le tour, il s'impose à nouveau avec deux victoires d'étape.
La première étape du Tour de France 1971 est un contre-la-montre par équipes, remporté par Molteni, permettant à Merckx d'occuper la tête du classement général. Cependant, à l'issue des trois étapes du jour, c'est Rini Wagtmans qui revêt le maillot jaune, car il a fini l'étape devant Merckx, tout en étant dans le même temps. Le lendemain, Wagtmans se laisse distancer pour permettre à son leader de reprendre le maillot jaune. Molteni contrôle la course, jusqu'à la huitième étape. Lors de cette dernière, Eddy Merckx est distancé par Ocaña, puis Zoetemelk et Agostinho sur les pentes du puy de Dôme. Il concède 15 secondes à Ocaña sur la ligne d'arrivée. Deux jours plus tard, au col de Porte, Ocaña attaque, suivi par trois coureurs. Ceux-ci prennent une minute et demie d'avance sur Eddy Merckx et Bernard Thévenet gagne l'étape. Pour la première fois, Merckx cède le maillot jaune à un adversaire, Joop Zoetemelk. Le lendemain, Ocaña réalise un exploit « à la Merckx ». En début d'étape, dans la côte de Laffrey, Agostinho attaque, suivi par Ocaña, puis Zoetemelk et Van Impe, mais pas par Merckx, qui perd ainsi deux minutes dans cette ascension. Le groupe de quatre conforte son avance dans la plaine. Dans l'ascension qui suit, le col du Noyer, Ocaña attaque et part seul. Il remporte cette étape avec 8 minutes et 42 secondes d'avance sur Merckx, qui a mené seul le peloton à sa poursuite. Luis Ocaña s'empare du maillot jaune ; Merckx est cinquième au classement général, à près de dix minutes. Après une journée de repos, l'équipe Molteni se lance à la reconquête du maillot jaune. Dès le départ de l'étape, alors qu'Ocaña termine à peine de répondre à des journalistes, Rini Wagtmans démarre en trombe, emmenant Eddy Merckx, deux autres Molteni, et une dizaine d'autres coureurs. L'étape de 240 km se résume à une course poursuite serrée entre le groupe Merckx, et le peloton. Merckx reprend ainsi deux minutes sur Ocaña. Avec sept minutes de retard, Merckx ne s'avoue pas vaincu et compte mener la vie dure à Ocaña entre Revel et Luchon. Il attaque dans le col de Portet-d'Aspet, puis le col de Menté. Ocaña n'est pas pris en défaut, mais ne semble pas aussi en forme que les jours précédents. Dans la descente, Eddy Merckx et Luis Ocaña tombent à une seconde d'intervalle. Alors que Merckx repart, Ocaña à peine relevé est percuté par un autre coureur. Il est emmené à l'hôpital et quitte le Tour. Deuxième de l'étape, Merckx reprend la tête du classement général, avec deux minutes d'avance sur Zoetemelk. Il refuse de revêtir le maillot jaune à l'issue de cette étape. Blessé lui aussi, il court prudemment lors des deux dernières étapes pyrénéennes. Il s'impose lors du contre-la-montre final et gagne le Tour de France avec deux minutes d'avance. Entretemps, dans les Landes, Merckx s'échappe et gagne à Bordeaux, ce qui lui permet de remporter également le maillot vert.
Merckx et Ocaña se retrouvent aux championnats du monde, à Mendrisio en Suisse. Merckx y obtient son deuxième titre en battant Felice Gimondi au sprint, après avoir attaqué pendant qu'Ocaña s'est mis en retrait en quête d'une boisson. Merckx termine la saison en remportant le Tour de Lombardie, dernière grande classique manquant à son palmarès, en attaquant seul à 50 km de l'arrivée. Il finit l'année avec 54 victoires, soit un ratio de 45 %, son meilleur jusqu'alors.

#### 1972

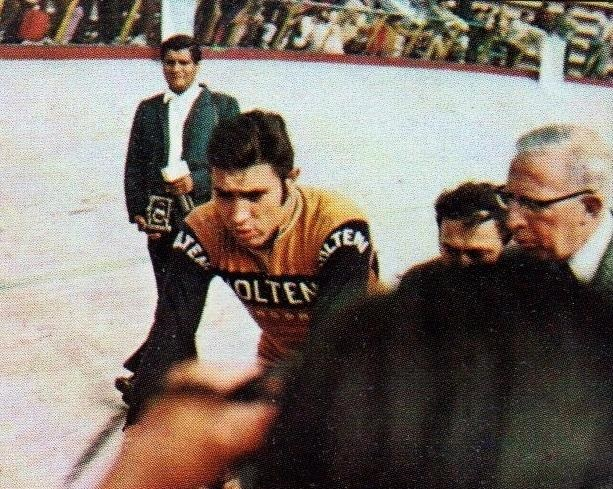
Eddy Merckx recordman de l'heure à Mexico en 1972.

En début de saison 1972, à Paris-Nice, Eddy Merckx se blesse à la hanche. Malgré les avis de médecins, il poursuit la course. Il se montre supérieur à Ocana, qui tente de l'attaquer, mais s'incline face à Poulidor. Il obtient sa cinquième victoire sur Milan-San Remo en attaquant dans la descente du Poggio. Les douleurs dues à sa chute lors de Paris-Nice le handicapent pendant les classiques. Il termine septième du Tour des Flandres et de Paris-Roubaix, où De Vlaeminck obtient sa première victoire. Merckx s'impose ensuite sur Liège-Bastogne-Liège et la Flèche wallonne, que De Vlaeminck ne dispute pas. Au Tour d'Italie, José Manuel Fuente, vainqueur de la Vuelta, est le principal adversaire de Merckx. Il prétend pouvoir mettre ce dernier hors-délai sur le Stelvio. Il s'impose lors de la quatrième étape, au Blockhaus, sur un parcours comprenant une seule montée, en fin d'étape, ce qu'il apprécie. Arrivant avec deux minutes et demie d'avance sur Merckx, il prend le maillot rose. Lors de l'étape de Catanzaro, trois jours plus tard, Merckx « donne leçon de plat et descente », prend quatre minutes à Fuente et revêt le maillot rose. Lors de la quatorzième étape, se terminant au mont Jafferau, Fuente attaque trop tôt, dans l'avant-dernière ascension, et est impuissant lorsque Merckx le rattrape à un kilomètre de l'arrivée. Au Stelvio, la victoire de Fuente n'empêche pas Merckx de remporter ce Giro avec cinq minutes et demie d'avance. Luis Ocaña, vainqueur du Critérium du Dauphiné libéré, semble capable de l'emporter sur Merckx lors du Tour de France, au parcours particulièrement montagneux. Les sept premières étapes de ce Tour sont animées par le duel Merckx-Guimard pour le maillot jaune. Lors de la première étape pyrénéenne, Merckx s'impose et revêt le maillot jaune. Ocaña est surclassé. Lors de la huitième étape, celui-ci subit une crevaison au col du Soulor, puis chute. Il abandonne après une nouvelle chute dans les Alpes. Merckx s'impose sur les deux grands cols de ce Tour, le Galibier et l'Izoard, et au classement général. Gimondi, deuxième, est relégué à onze minutes. Au championnat du monde à Gap, sur un parcours plat, les « gueguerres intestines de l'équipe belge » provoquent son échec. Durant les cinq semaines suivantes, sur 33 courses disputées, Merckx en gagne 22, dont le Tour de Lombardie, à nouveau grâce à une échappée solitaire. Deux semaines après la Lombardie, il part pour Mexico afin d'y battre le record de l'heure. Le vélodrome Agustin Melgar, sur lequel il doit effectuer sa tentative, se situe à 2 285 mètres d'altitude. Afin de s'y préparer, il s'est entraîné chez lui, à Crainhem, avec un masque reproduisant le manque d'oxygène en altitude. Ernesto Colnago lui fabrique pour l'occasion un vélo de 5,75 kg, réputé le plus cher du monde. Le matin du 25 octobre, il se lance sur la piste. Il parcourt 49,431 95 km dans l'heure, battant de près de 800 mètres le précédent record d'Ole Ritter, qui avait, lui aussi, réalisé cette performance à Mexico.

#### 1973

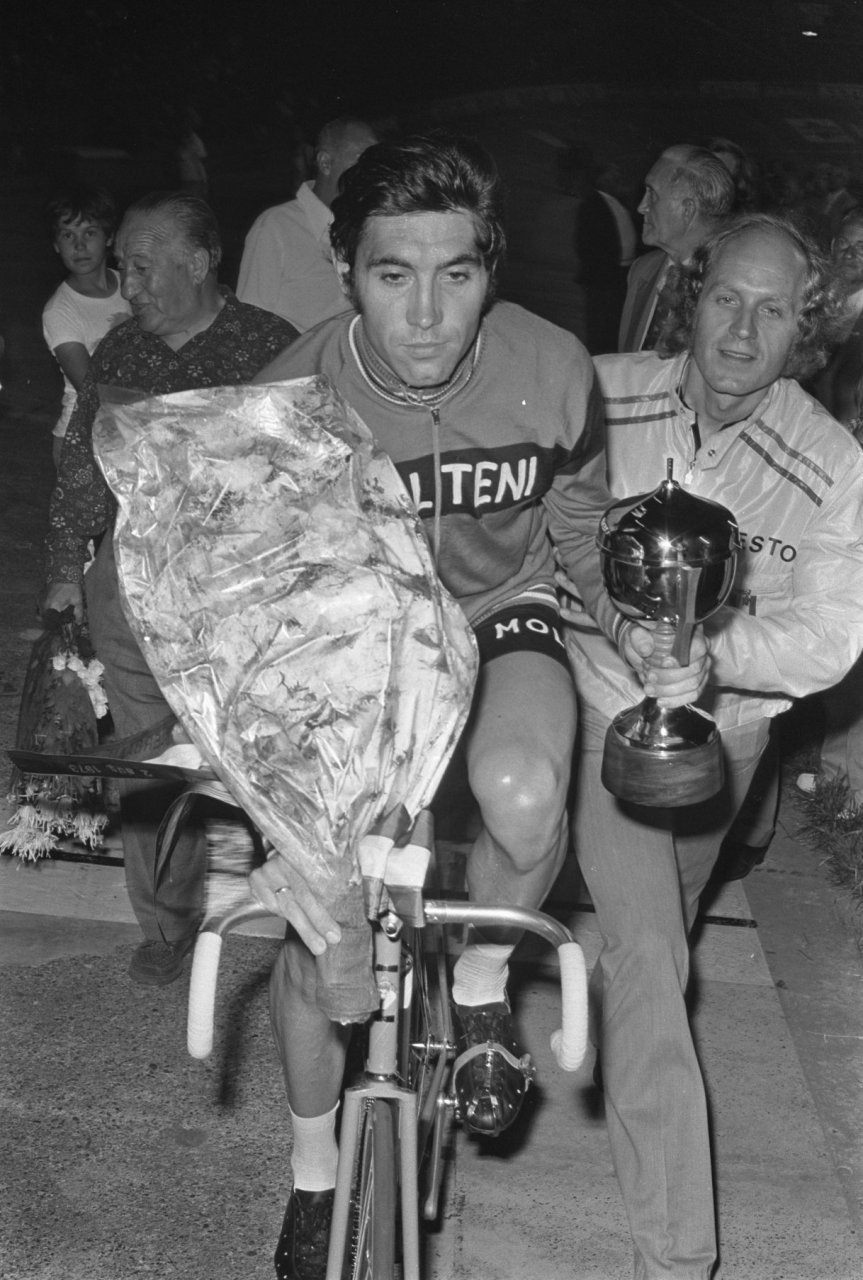
Merckx lors d'une victoire en poursuite à Amsterdam en août 1973.

En 1973, Eddy Merckx réalise sa meilleure saison de classiques jusqu'alors. S'il est forfait lors de Milan-San Remo car malade, et pas encore au mieux de sa forme au Tour des Flandres, il rafle tout ensuite : Gand-Wevelgem, Paris-Roubaix, Amstel Gold Race, Liège-Bastogne-Liège. Quatre jours après cette dernière, il est au départ de la Vuelta, pour son unique participation à cette course. Il bat Ocaña de 4 minutes. Après quatre jours de pause, il dispute le Tour d'Italie. Il y porte le maillot rose de bout en bout. Il gagne trois étapes lors des cinq premiers jours de course. Le contre-la-montre lors duquel il est battu par Gimondi pour la première fois depuis cinq ans constitue la seule surprise. Il gagne ce Giro avec 7 min 42 s d'avance. En septembre, le championnat du monde sur route, disputé à Montjuïc, près de Barcelone en Espagne, est l'occasion d'une nouvelle rencontre entre Merckx et Gimondi, mais surtout d'une controverse au sein de l'équipe de Belgique. Celle-ci part désunie, Freddy Maertens, révélation du printemps, dispute son premier championnat du monde et veut briller. Roger De Vlaeminck renâcle à courir au service de Merckx. À deux tours de l'arrivée, Maertens revient avec Gimondi et Ocaña sur Merckx, qui vient d'attaquer. Les deux Belges sont réputés meilleurs au sprint que leurs deux adversaires. Toutefois, dans la dernière ligne droite, « les jambes de Merckx se [transforment] en plomb », il ne peut plus suivre à 500 mètres de l'arrivée. Gimondi profite de l'occasion pour prendre la roue de Maertens qui a accepté de lancer le sprint pour son leader. Après que Maertens s'écarte, croyant voir Merckx débouler derrière lui, Gimondi pourtant moins rapide, le surprend et s'impose nettement comme le montre le film de la télévision. Après cet échec, une longue brouille s'installe entre Merckx et Maertens, le premier reprochant au second d'avoir ramené ses adversaires sur lui, et Maertens reprochant à Merckx de ne pas lui avoir laissé de tenter sa chance au sprint alors que ses jambes étaient défaillantes et d'avoir permis à Gimondi de s'imposer alors que la pointe de vitesse du jeune Belge est clairement supérieure. En fin de saison, Merckx gagne Paris-Bruxelles, classique qui n'avait plus été disputée depuis 1966, ainsi que le Grand Prix des Nations, devant Ocaña. Il est également le premier à passer la ligne d'arrivée au Tour de Lombardie mais est disqualifié pour un contrôle antidopage positif à la noréphédrine.

#### 1974

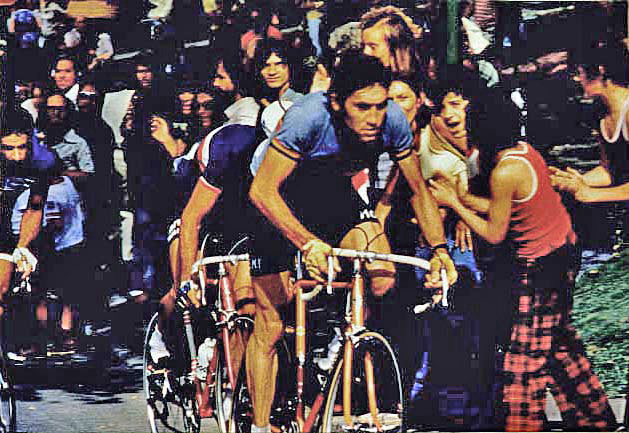
Eddy Merckx au championnat du monde sur route de 1974.

En 1974, Eddy Merckx connaît un printemps « désastreux ». Une pneumonie virale le prive de Milan-San Remo. De retour sur les classiques, il est quatrième du Tour des Flandres, deuxième de Gand-Wevelgem, et est battu par De Vlaeminck sur Paris-Roubaix. Il doit ensuite prendre deux semaines de repos pour soigner ses poumons, et manque ainsi Liège-Bastogne-Liège et la Flèche wallonne. C'est sa première saison de classiques sans victoire depuis 1965. Au Tour d'Italie, Fuente prend le maillot rose en gagnant à Sorrente la première étape de montagne (la 3e). Il gagne deux autres étapes et compte deux minutes d'avance sur Merckx au classement général à mi-course. Il s'épuise cependant à vouloir « rouler comme Merckx ». Celui-ci, deux jours après une victoire contre-la-montre, retrouve le maillot rose à San Remo l'issue de la quatorzième étape. Fuente gagne au Monte Generoso le jour où Merckx apprend la mort de Van Buggenhout. Tenté d'abandonner, il poursuit la course malgré sa tristesse. Lors de l'antépénultième étape, il est distancé par Gianbattista Baronchelli et José Manuel Fuente dans les Tre Cime di Lavaredo. Grâce à un « dernier kilomètre de bravoure », il parvient à conserver la première place. Merckx gagne ce Giro avec douze secondes d'avance sur Baronchelli, soit la deuxième avance la plus faible d'un vainqueur de cette course sur son dauphin. Durant les trois semaines qui séparent le Tour d'Italie du Tour de France, Merckx remporte le Tour de Suisse, puis est opéré à l'aine afin d'ôter un kyste. Le Tour de France est disputé en l'absence de Gimondi, Fuente, Zoetemelk et Ocaña. Eddy Merckx gagne le prologue puis défend son maillot jaune en allant jusqu'à disputer les sprints intermédiaires. Le seul adversaire à sa mesure est Poulidor, qui lui prend deux minutes en s'imposant au Pla d'Adet lors de la seizième étape. L'issue de la course ne fait cependant alors plus de doute, Poulidor terminant le Tour à la deuxième place avec huit minutes de retard. Vainqueur de huit étapes, Merckx gagne un cinquième Tour de France, égalant le record de Jacques Anquetil. Fin août, il remporte un troisième championnat du monde, à Montréal en battant Raymond Poulidor dans un sprint à deux. Il devient le troisième coureur trois fois champion du monde sur route après Alfredo Binda et Rik Van Steenbergen. Pendant cette année 1974, il réalise ainsi le triplé Tour d'Italie-Tour de France-championnat du monde. Seul l'Irlandais Stephen Roche et le Slovène Tadej Pogačar ont réussi réussi cet exploit en 1987 pour le premier nommé et en 2024 pour le second.

#### 1975

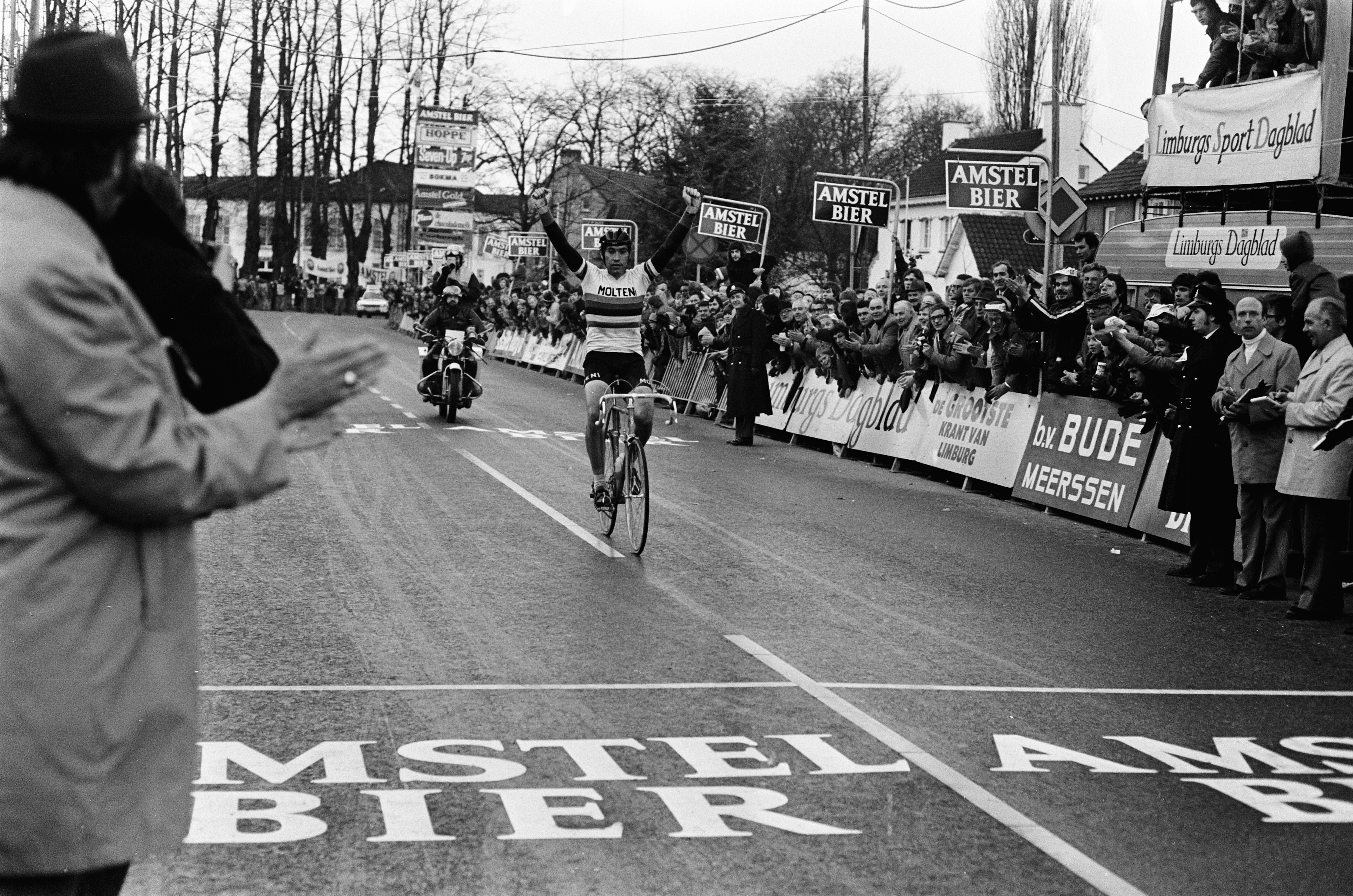
Merckx franchissant la ligne d'arrivée pour remporter l'Amstel Gold Race en 1975.

En 1975, Merckx réalise l'une des meilleures saisons de classiques de l'histoire. Bien aidé par un Joseph Bruyère en grande forme, il gagne Milan-San Remo en réglant un petit groupe au sprint, puis l'Amstel Gold Race en solitaire. Il gagne ensuite la Semaine catalane, mais perd son équipier Bruyère à cause d'une jambe cassée. Deux jours après la Semaine catalane, Merckx participe au Tour des Flandres. Il lance une attaque à quatre-vingts kilomètres de l'arrivée et seul Frans Verbeeck parvient à le suivre. Verbeeck est lâché à cinq kilomètres de l'arrivée, permettant à Merckx de remporter son troisième Tour des Flandres. Lors de Paris-Roubaix, il subit une crevaison à environ quatre-vingts kilomètres de l'arrivée alors qu'il fait partie d'un groupe de tête de quatre coureurs. Après une poursuite sur trois kilomètres, il rattrape les trois autres coureurs et le groupe court ensemble jusqu'à l'arrivée. Roger De Vlaeminck s'impose au sprint devant Merckx. Lors de Liège-Bastogne-Liège, il rejoint puis bat au sprint Bernard Thévenet auteur d'une longue échappée. Avec cinq bouquets, il devient le recordman de victoires de la course. 
L'attitude de Merckx en course change : ses adversaires s'attendent à ce qu'il poursuive toutes les attaques, ce qui le met en colère. Notamment, lors du Tour de Romandie où il se retrouve dans un groupe avec le leader Joop Zoetemelk lorsqu'une attaque est lancée. Merckx refuse de faire l'effort pour poursuivre l'échappée, les deux hommes perdent alors quatorze minutes. Il contracte un rhume, puis une amygdalite, lors d'une course au printemps. Cela l'a mis en mauvaise forme, le forçant à ne pas participer au Tour d'Italie.
Pour préparer le Tour de France, il dispute le Critérium du Dauphiné libéré et le Tour de Suisse. Lors du Dauphiné libéré, après six victoires d'étapes de Freddy Maertens, Merckx perd onze minutes sur Bernard Thévenet dans le massif de la Chartreuse. Au Tour de Suisse, il est en meilleure forme, mais est battu par De Vlaeminck. Pour la première fois depuis 1969, le prologue du Tour de France n'est pas remporté par Eddy Merckx, battu de peu par Francesco Moser. Le lendemain, les deux demi-étapes de la journée coûtent une minute à Thévenet, Gimondi et Zoetemelk. Merckx gagne le premier contre-la-montre et prend le maillot jaune. Il s'impose à nouveau au deuxième contre-la-montre, avec cette fois une faible avance de 9 secondes sur Thévenet. Après une première étape pyrénéenne sans encombre, gagnée par Felice Gimondi, Merckx se retrouve le lendemain sans coéquipier dans l'ascension finale vers le Pla d'Adet, et concède près d'une minute à Thévenet et Zoetemelk. Lors de la treizième étape, gagnée par Pollentier à Super Lioran, Merckx est à nouveau sans équipier. Au puy de Dôme, Thévenet et Van Impe s'échappent. Ce dernier s'impose avec 15 secondes d'avance sur Thévenet. Alors qu'il en termine avec cette ascension, Nello Breton un habitant de Cusset, lui envoie un coup de poing dans le foie. Merckx plié en deux par la douleur sprinte et parvient à sauver son maillot jaune pour 58 secondes,. À la demande d'Eddy Merckx, l'homme sera identifié, poursuivi et condamné.
La passation de pouvoir entre Merckx et Thévenet s'effectue lors de l'étape Nice-Pra Loup. Dans le col des Champs, Thévenet attaque plusieurs fois, en vain. Peu avant le col d'Allos, Merckx attaque à son tour. Victime d'une fringale, Thévenet ne peut le suivre. Peu à l'aise dans la descente, il aborde l'ascension finale avec plus d'une minute de retard. Gimondi rattrape Merckx le premier. Thévenet revient à son tour, et dépasse Merckx, puis Gimondi. Il gagne l'étape et prend le maillot jaune avec 58 secondes d'avance. Le lendemain, Merckx attaque dans la descente du col de Vars. Il prend ainsi une minute d'avance, mais est rattrapé. Dans l'Izoard, Thévenet attaque à son tour. Il gagne l'étape à Serre-Chevalier et accroît son avance de deux minutes. Alors que le médecin du Tour conseille à Merckx d'abandonner à la suite d'une chute (une fracture de la mâchoire lui sera diagnostiquée après le Tour), celui-ci persévère. Il essaie encore plusieurs fois d'attaquer, mais est repris à chaque fois. Il s'incline, avec 2 minutes et demie de retard sur Thévenet.

### Le déclin (1976-1978)
Merckx commence sa saison 1976 en Italie pour préparer les classiques. Il y termine second de Tirreno-Adriatico derrière Roger De Vlaeminck, et obtient une victoire d'étape dans les Abruzzes. Il remporte ensuite un septième succès à Milan-San Remo. Il bat ainsi le record de l'Italien Costante Girardengo, vainqueur six fois de 1918 à 1928. Il gagne une seconde fois la Semaine catalane une semaine après. Une période difficile s'ouvre ensuite pour lui. Revenant plus tard sur celle-ci, il déclare : « je me rends compte une fois de plus combien j'ai exigé de mon corps depuis tant d'années. Ces succès sont de moins en moins fréquents, les échecs de plus en plus réguliers. » Au Tour des Flandres, stoppé net après une chute dans la montée du Koppenberg, il grimpe à pied le restant de la montée. Après un podium au Tour de Romandie, il dispute son dernier Giro, dominé par son vieux rival Felice Gimondi. Diminué par un furoncle à la selle, il termine à la huitième place du classement général. Cette blessure le contraint à déclarer forfait pour le Tour de France 1976. La fin de saison est marquée par des douleurs au dos. Il songe alors à arrêter sa carrière, puis se ravise et poursuit en 1977.
Un succès au Tour méditerranéen en février 1977 ne fait que retarder l'inévitable déclin. Son dernier Tour l'été suivant, où il finit sixième, après avoir perdu 13 minutes dans la montée de l'Alpe d'Huez sur Hennie Kuiper, est le crépuscule d'une formidable carrière. Bernard Hinault domine désormais le cyclisme mondial dans les classiques et les courses par étapes. Eddy Merckx remporte sa dernière course à la kermesse de Kluisbergen le 17 septembre 1977. C'est sous les couleurs de l'équipe C&A qu'il dit adieu au monde cycliste le 17 mai 1978 au circuit du pays de Waes, confirmé le lendemain devant la presse au centre international de Bruxelles : « Je ne peux plus me préparer pour le Tour de France, que je voulais disputer pour la dernière fois comme une apothéose… Après avoir consulté mes médecins, j'ai décidé d'arrêter la haute compétition. »

### Merckx après sa retraite sportive

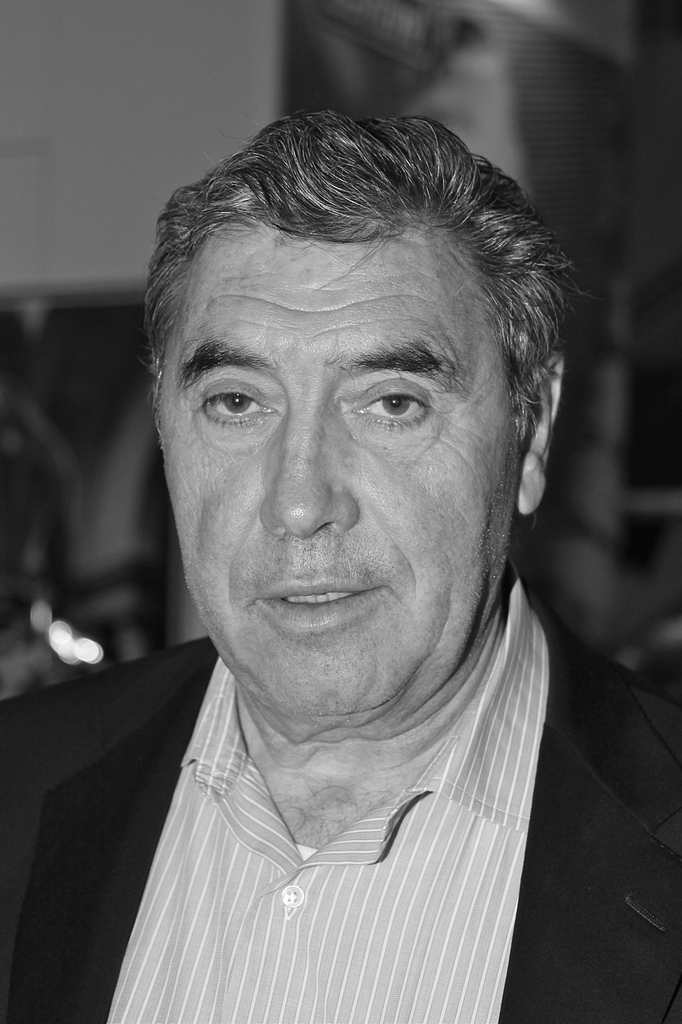
Eddy Merckx en 2009.

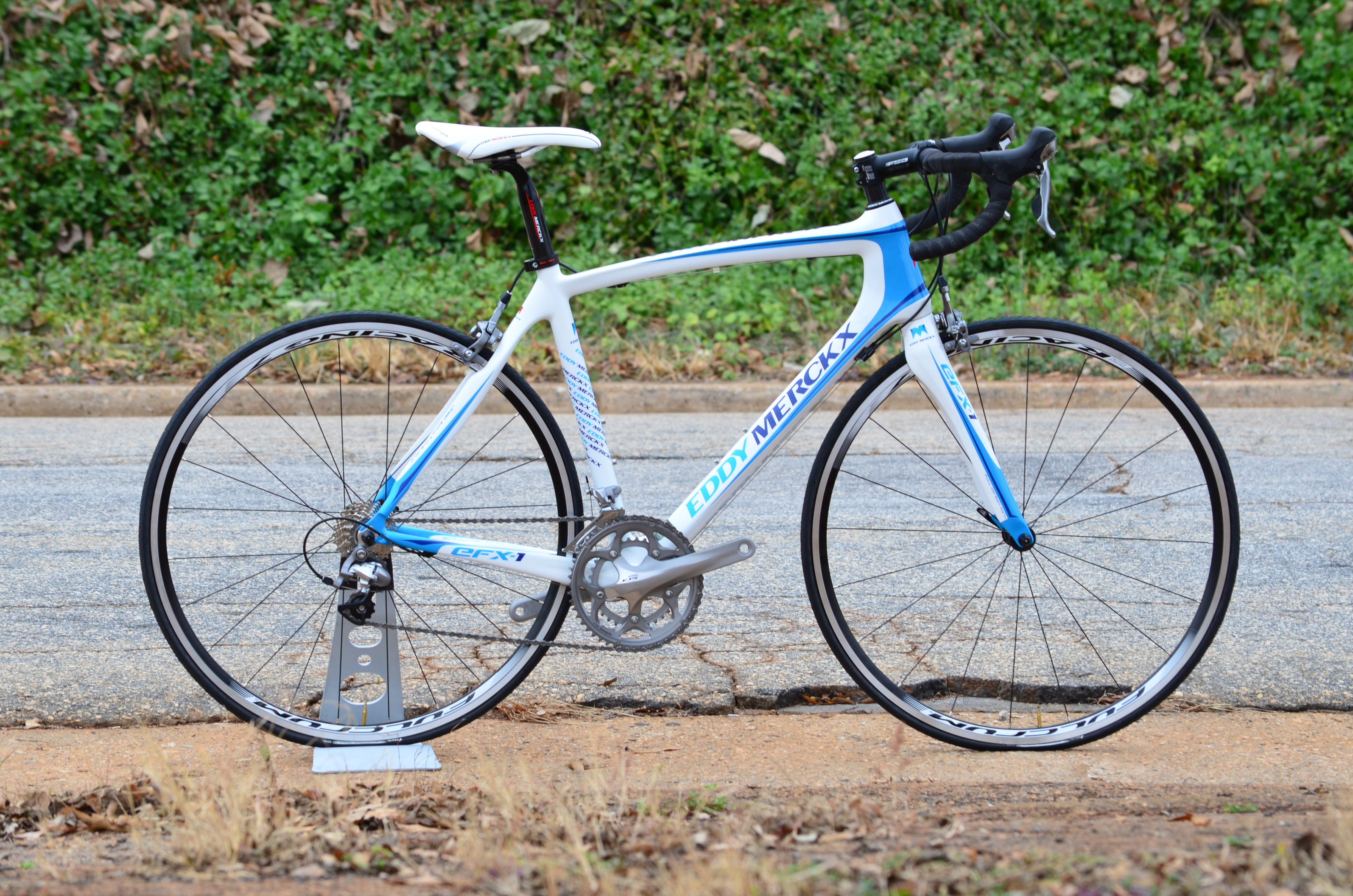
L'un des modèles de sa marque de vélos Eddy Merckx Cycles.

En mars 1980, Eddy Merckx crée sa marque de vélos, « Eddy Merckx Cycles ». Il dirige l'entreprise pendant 30 ans, et la revend en 2008 au fonds d'investissement Sobradis. Il demeure actionnaire minoritaire et actif en tant qu'« ambassadeur » de la marque.
Eddy Merckx a été sélectionneur des équipes de Belgique masculines élites sur route et en cyclo-cross de 1986 à 1997, année au début de laquelle il démissionne,.
Il a été élu administrateur du Comité olympique et interfédéral belge (COIB) en 1989. Il en devient vice-président en 1996,. Non reconduit à ce poste en 2001, mais demeurant administrateur, il en démissionne en 2001 en s'affirmant en désaccord avec la politique du COIB. En 2005, il réintègre le Comité après l'élection à la présidence de Pierre-Olivier Beckers, qu'il a soutenu. Merckx devient membre du comité de gestion et président du Comité de développement du sport belge (CDSB), qui rassemble les partenaires commerciaux du COIB,. En 2013, Merckx devient le premier lauréat de l'Ordre du mérite du COIB.
Il a également été consultant pour la RTBF lors des diffusions de courses cyclistes. Jusqu'en 2004, il organise aussi le « Grand Prix Eddy Merckx », une course contre-la-montre autour de Bruxelles qui réunissait quelques-uns des meilleurs spécialistes de la discipline.
À la fin de 2007, Eddy Merckx a visité un projet d'Action Damien à Kinshasa. Il est le parrain de cette ONG belge (qui lutte contre la lèpre et la tuberculose) pour 2008 et 2009.
Le 9 décembre 2024, lors d'une sortie à vélo, sa roue arrière dérape sur les rails d'un passage à niveau à Hombeek, près de Malines et il chute lourdement. Victime d'une fracture de la hanche droite (col du fémur), il est opéré le lendemain à Herentals où une hanche artificielle lui a été implantée.

## Le «Cannibale», coureur duXXesiècle

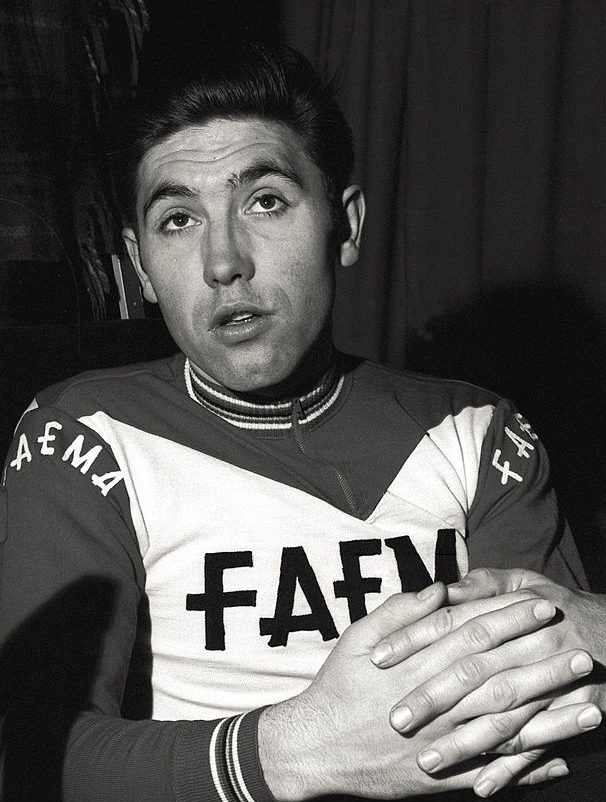
Eddy Merckx lors des Six Jours de Milan en 1969.

Eddy Merckx est le cycliste le plus titré et est à ce titre considéré comme l'un des plus grands, voire le plus grand cycliste de l'histoire de ce sport,,,,. Son palmarès compte 525 victoires sur route, dont 80 en tant qu'amateur et 445 chez les professionnels (333 hors critériums et 112 critériums). À ces succès sur route s'ajoutent 98 victoires sur piste et deux en cyclo-cross. Il s'est imposé lors de 28 % des courses professionnelles qu'il a disputées. Son appétit de victoires lui a valu le surnom de « Cannibale », trouvé par le coureur français Christian Raymond,,,. Il a également été surnommé l'« ogre de Tervueren », le « roi Eddy », l'« extra-terrestre », l'« homme-bicyclette ». Son surnom « L'Ogre de Tervueren » provient du nom de la rue où il a vécu : l'avenue de Tervueren.
Coureur complet, il a dominé le cyclisme tant lors des courses à étapes que lors des classiques. Louis Caput résume ainsi sa supériorité : « Je tenais à ce jour Rik Van Looy comme le plus grand coureur de classiques parmi ceux qu'il m'ait été permis de juger. Je considère par ailleurs Fausto Coppi comme le numéro un des routiers par étapes. Merckx, c'est Van Looy plus Coppi. » Jacques Augendre illustre l'ampleur du palmarès de Merckx en ne citant que les rares courses importantes qui n'y figurent pas : Bordeaux-Paris, qu'il n'a jamais disputée, Paris-Tours, et le Tour d'Allemagne.

Seul Fausto Coppi semble pouvoir contester à Merckx sa place de « numéro un ». Pour Jacques Goddet, directeur du Tour de France en 1937 puis de 1947 à 1988 et fondateur du journal L'Équipe : 

« Le numéro un dans les résultats, c'est Eddy Merckx. Il y a pour moi quelqu'un qui est au-dessus de ce numéro un, c'est Fausto Coppi, parce qu'il s'est manifesté dans des conditions qui atteignaient le divin, le surhomme, par sa morphologie, par sa nature physique. »

Merckx a reçu divers titres reconnaissant sa place dans le sport cycliste. Ainsi, à l'occasion de son centenaire en 2000, l'Union cycliste internationale lui a remis le prix de coureur du siècle. La même année, il est élu « sportif belge du siècle » par le Comité olympique et interfédéral belge et par l'Association professionnelle belge des journalistes sportifs.

## Caractéristiques physiologiques et personnalité
Durant sa carrière, Eddy Merckx mesure 1,82 m pour un poids variant de 69 kg (à la fin du Tour de France 1969) à 72 kg, jusqu'à 74 kg hors Tour de France et 81 kg à l'intersaison. Son pouls est de 38 à 44 battements par minute, sa capacité pulmonaire est de 6,6 l et son volume cardiaque de 1 600 cm3. Selon Philippe Miserez, médecin du Tour de France dans les années 1970, « lors des visites d'après-Tour, ce n'est pas Merckx qui a la fréquence cardiaque la plus lente, la meilleure capacité pulmonaire, et ce n'est pas lui non plus qui a la meilleure VO2max… Merckx est simplement celui qui sait aller le plus loin dans la douleur ». Gérard Porte, médecin du Tour, complète : « Au niveau de la volonté, je crois que seul Bernard Hinault peut soutenir la comparaison. »
Les journalistes et personnalités du cyclisme soulignent son humilité, sa discrétion, sa pudeur,. Selon Jacques Augendre, son caractère réservé et sa volonté de préserver son intimité ont rendu difficile sa communication avec les journalistes.

## Merckx et le dopage
Eddy Merckx devient coureur professionnel au moment où apparait une lutte contre le dopage dans le cyclisme : les premiers contrôles antidopage durant le Tour de France sont effectués en 1966. Ils sont systématiques aux arrivées de chaque étape, sur des coureurs tirés au sort, à partir de 1968. 
Merckx fait l'objet de trois contrôles positifs durant sa carrière, en 1969, 1973 et 1977. 
Lors du Tour d'Italie 1969, il est contrôlé positif au Réactivan, une amphétamine, lors de l'étape Parme-Savone, et est exclu de la course. Merckx et l'équipe Faema « crient à la machination », affirmant n'avoir aucun intérêt à se doper lors de cette étape, sans enjeu. Initialement suspendu un mois, il est finalement blanchi au bénéfice du doute. 
En octobre 1973, Merckx souffrant d'une bronchite se voit prescrire par le médecin de son équipe du Mucantil. À l'issue du Tour de Lombardie, qu'il remporte, il est contrôlé positif à la noréphédrine et déclassé au profit de Felice Gimondi. Pour Jean-Pierre de Mondenard, ancien médecin du Tour de France et auteur de plusieurs ouvrages sur le dopage, « les circonstances de ces deux premiers contrôles justifient que l'on accorde à Eddy Merckx le bénéfice de la bonne foi ». 
Ce n'est pas le cas selon lui du troisième contrôle positif dont Merckx fait l'objet. Lors de la Flèche wallonne 1977, il est positif au Stimul, produit de la famille de la pémoline, une amphétamine. Le toxicologue belge Michel Debacker, du laboratoire de Gand, vient alors de mettre au point le test de dépistage de cette substance et cinq autres coureurs sont également positifs à la même époque, dont Freddy Maertens, Michel Pollentier et Walter Planckaert. Protestant de son innocence, Merckx accuse les contrôles et déclare ne pas connaître le Stimul. Michel Debacker lui répond : « Je ne peux pas croire que Merckx ignore l'existence du Stimul, pour la bonne raison que son frère, Michel Merckx, avait soutenu en 1973 sa thèse de pharmacie sur les méthodes de détection du Stimul. » Selon Freddy Maertens, « 90 % des coureurs prennent du Stimul ». Mis hors course, Merckx reçoit une suspension d'un mois avec sursis, comme en 1973.
Par contre, Merckx termine deuxième du Tour de France 1975 derrière Bernard Thévenet qui a admis dans France Vélo s'être dopé à la cortisone pendant trois ans durant lesquels il remporte le Tour de France 1975 et 1977,.
Il a aussi reconnu avoir couramment eu recours à l'échange d'urine avec d'autres coureurs dont Roger De Vlaeminck.
En septembre 2007, les organisateurs des championnats du monde de Stuttgart, « désireux de promouvoir un cyclisme propre », le déclarent « indésirable » sur leur épreuve.
En octobre 2012, après la décision de l'Union cycliste internationale de retirer ses sept succès au Tour de France à Lance Armstrong pour dopage, Eddy Merckx déclare à la presse : « J'en suis malade, pour mon sport exclusivement. J’ai rencontré Lance à de nombreuses reprises, jamais il ne m’a parlé de dopage, de médecins ou d’autres choses. Il n’avait pas de comptes à me rendre non plus, c’était son problème mais je suis tombé dans le panneau ». Merckx, qui affirme comme beaucoup de coureurs que « le dopage n'a jamais transformé un âne en cheval de course », lui conserve cependant son soutien indéfectible en reprochant aux ex-coéquipiers du Texan leurs dénonciations tardives : « Si la réalité est bien telle qu'ils la décrivent, alors ils auraient dû en parler avant et pas après ».
Certains médias continuent à faire croire que Merckx a dominé le cyclisme « à une époque où les seules méthodes de dopage disponibles étaient soit peu sophistiquées, soit inefficaces ». En réalité, dès les années 1970, la prise de stéroïdes anabolisants était fréquente, de même que la pratique des transfusions sanguines chez les leaders qui avaient les moyens d'en bénéficier, mais il reste impossible de savoir si Merckx utilisait un produit auquel les autres n'avaient pas accès.

## Eddy Merckx dans la culture populaire
- Merckx apparait dans le film Le Prix de l'exploit (American Flyers), de John Badham (1985), avec Kevin Costner et David Marshall Grant[146]. Il y donne le départ (au pistolet) de la course L'Enfer de l'Ouest, à laquelle participent les protagonistes du film. L'image est probablement empruntée à un événement réel[réf. souhaitée].
- Merckx est mentionné dans la chanson Paris-New York, New York-Paris sur l'album BBH 75 de Jacques Higelin : « Eddy Merckx a bouffé son vélo / Panne de lumière à Santiago… »
- Dans le film Les Aventures de Rabbi Jacob, Merckx est désigné par Louis de Funès comme l'auteur de la célèbre citation du Che : « La révolution est comme une bicyclette : quand elle n'avance pas, elle tombe. »
- En 2003, la station Eddy Merckx du métro de Bruxelles est inaugurée.
- La même année, dans le film Les Triplettes de Belleville, il apparaît (de façon caricaturée, et sans que son nom soit explicitement mentionné) à l'arrivée d'une étape du Tour de France.
- Il apparaît dans la bande dessinée San-Antonio fait un tour publiée au Fleuve Noir en 1973.
- Un hommage à Eddy Merckx est rendu dans l'album de Boule et Bill no 24, Billets de Bill, gag 944[147]
- Merckx apparaît sous les traits d'un messager rapide dans Astérix chez les Belges, un album de bande dessinée de la série Astérix de René Goscinny et Albert Uderzo publié en 1979[148].
- Un hommage lui est rendu, dans une des aventures de Donald Duck qui doit alors concourir contre le champion du rival de son oncle : "Dydy Berkxz".
- Eddy Merckx est un titre du groupe belge Sttellla paru sur l'album Il faut tourner l'Apache en 1998.
- Merckx est le rival — plus ou moins fantasmé — de Benoît Poelvoorde dans le film Le Vélo de Ghislain Lambert de Philippe Harel.
- Merckx est cité dans la musique de rap Monde sale de Mysa : « ... tout est faux, demande à Eddy Merckx ».
- Il apparaît dans l'épisode 26 de la deuxième saison des Zinzins de l'espace, où son personnage fournit au noyau de la Terre son énergie, en pédalant sur un vélo fixe.
- En 2019, Eddy Merckx fait l'objet d'une fiction autobiographique écrite par Christophe Van Staen, intitulée Eddy Merckx, prix Nobel ? (Lamiroy, 2019).
- À Woluwé Saint-Pierre, commune en région de Bruxelles, un établissement scolaire secondaire "Centre scolaire Eddy-Merckx" existe depuis 1986.

## Eddy et la sécurité du cycliste
Eddy Merckx, un champion hors norme resté un téléspectateur assidu et sans nostalgie des grands rendez-vous du calendrier cycliste, comme le dernier Critérium du Dauphiné. Il a assuré à l’AFP : « Bien sûr que j’aurais aimé rouler dans le peloton actuel, notamment face à Tadej Pogačar. Qui ne rêverait pas de rouler dans le peloton actuel ? ».
Avant de se montrer préoccupé par la sécurité des coureurs au regard de la répétition des chutes qui émaillent les courses, qui font régner la peur : « Cela roule vite. Ils prennent de gros risques dans les descentes. [...] Je constate que les coureurs roulent de moins en moins en compétition pour privilégier les longs stages de préparation. Ils perdent leurs repères quand ils reviennent en course et se comportent moins bien en peloton. »
Et le Belge d’assurer qu’il n’est pas opposé à la limitation des braquets (solution à l’étude à l’Union cycliste internationale) : « Les plus forts resteront les plus forts. En F1, il existe des règles pour limiter les performances des voitures. Pourquoi ne pas faire de même en cyclisme ? ».

## Palmarès, records et distinctions

### Palmarès sur route et classements mondiaux

#### Palmarès amateur
| - 1962 - Champion de Belgique sur route débutants - Liège-La Gleize - 1963 - Champion de Brabant de contre-la-montre par équipes - Tour du Limbourg amateurs : - Classement général - 2eb étape (contre-la-montre) - Tour de Sebnitz - 3e du Grand Prix d'Affligem - 3e du Trophée Renault R8 | - 1964 - Champion du monde sur route amateurs - Bruxelles-Opwijk - Grand Prix d'Affligem - Trophée Renault R8 - 1965 - Champion de Brabant de contre-la-montre par équipes - Grand Prix d'Affligem |  |

#### Palmarès professionnel
| - 1965 - Grand Prix de la ville de Vilvorde - Circuit du Houtland-Torhout - 2e du Grand Prix Jef Scherens - 2e du championnat de Belgique sur route - 2e du Grand Prix du Parisien (avec Edward Sels et Bernard Van De Kerckhove) - 2e de Escaut-Dendre-Lys - 2e du Manx Trophy - 1966 - Milan-San Remo - Grand Prix Pino Cerami - 2e étape du Grand Prix du Midi libre - Tour du Morbihan : - Classement général - 3e et 4e étapes - Course des raisins - Championnat des Flandres - Circuit des frontières - Escalade de Montjuïc : - Classement général - Course en ligne - Trophée Baracchi (avec Ferdinand Bracke) - Bruxelles-Meulebeke - 2e de la Coppa Agostoni - 2e du Tour de Lombardie - 3e du Circuit Het Volk - 3e du Grand Prix des Nations - 4e de Paris-Nice - 8e de Liège-Bastogne-Liège - 1967 - Champion du monde sur route - 6e et 7e étapes du Tour de Sardaigne - 2e et 6e étapes de Paris-Nice - Milan-San Remo - Gand-Wevelgem - GP Salvarani - Circuit du Tournaisis - Flèche wallonne - Tour du Condroz - 12e et 14e étapes du Tour d’Italie - Circuit de la vallée de la Senne - 3e étape de Paris-Luxembourg - Prix national de clôture - Trophée Baracchi (avec Ferdinand Bracke) - 2e du Super Prestige Pernod - 2e d'À travers Lausanne - 2e de Liège-Bastogne-Liège - 2e du Super Prestige Pernod - 3e du Tour des Flandres - 6e de Paris-Luxembourg - 6e du Tour de Lombardie - 8e de Paris-Roubaix - 9e du Tour d’Italie - 10e de Paris-Nice - 1968 - Tour de Sardaigne : - Classement général - 1re et 5eb étapes - 4ea étape de Paris-Nice (contre-la-montre par équipes) - 3ea étape de la Semaine catalane (contre-la-montre) - 2e étape du Tour de Belgique - Paris-Roubaix - Tour de Romandie : - Classement général - 1reb étape - Tour d'Italie : - Classement général - Classement par points - Classement de la montagne - 1re, 2e, 8e et 12e étapes - Cima Coppi - Trois vallées varésines - 3ea étape de Paris-Luxembourg (contre-la-montre par équipes) - Tour de Catalogne : - Classement général - 2e et 6eb (contre-la-montre) étapes - Grand Prix de Lugano (contre-la-montre) - À travers Lausanne : - Classement général - Course en ligne et contre-la-montre - 2e du Grand Prix de Forli - 2e du Circuit de la vallée de la Senne - 3e de Sassari-Cagliari - 3e du Tour de Lombardie - 4e du Super Prestige Pernod - 7e de Paris-Luxembourg - 8e du championnat du monde du route - 8e de Paris-Tours - 9e du Tour des Flandres - 1969 - Super Prestige Pernod - Tour du Levant : - Classement général - 3e, 4e et 5e étapes - Paris-Nice : - Classement général - 2e, 3eb (contre-la-montre) et 7eb (contre-la-montre) étapes - Milan-San Remo - Tour des Flandres - 2eb étape du Tour de Majorque - Liège-Bastogne-Liège - Bruxelles-Meulebeke - 3e, 4e (contre-la-montre), 7e et 15e (contre-la-montre) étapes du Tour d'Italie - Tour de France : - Classement général - Classement par points - Classement de la montagne - Classement du combiné - Prix de la combativité - 1reb (contre-la-montre par équipes), 6e, 8ea (contre-la-montre), 11e, 15e (contre-la-montre), 17e et 22eb (contre-la-montre) étapes - Paris-Luxembourg : - Classement général - 2e étape - 2e du Trofeo Laigueglia - 2e de Paris-Roubaix - 3e de l'Amstel Gold Race - 3e du Trophée Baracchi (avec Davide Boifava) - 5e de la Flèche wallonne - 1970 - Super Prestige Pernod - Champion de Belgique sur route - 2e et 5ea (contre-la-montre) étapes du Tour de Sardaigne - Paris-Nice : - Classement général - 3e, 7eb et 8eb (contre-la-montre) étapes - Gand-Wevelgem - Tour de Belgique : - Classement général - 1reb et 3eb (contre-la-montre) étapes - Paris-Roubaix - Flèche wallonne - Tour d'Italie : - Classement général - 2e, 7e et 9e (contre-la-montre) étapes - Tour de France - Classement général - Classement de la montagne - Classement du combiné - Prix de la combativité - Prologue, 3ea (contre-la-montre), 7ea, 10e, 11ea (contre-la-montre), 12e, 14e, 20eb (contre-la-montre) et 23e (contre-la-montre) étapes - Grand Prix Union Dortmund - Course en ligne du Trophée d'Europe de la montagne - Escalade de Montjuïc : - Classement général - Contre-la-montre - Coppa Agostoni - À travers Lausanne : - Classement général - Contre-la-montre - Montée de San-Martino - 2e du Tour de Sardaigne - 2e des Trois vallées varésines - 3e de Liège-Bastogne-Liège - 3e du Tour des Flandres - 4e du Tour de Lombardie - 8e de Milan-San Remo - 8e de l'Amstel Gold Race - 1971 - Champion du monde sur route - Super Prestige Pernod - Tour de Sardaigne : - Classement général - 1re, 3ea et 5e étapes - Paris-Nice : - Classement général - Prologue, 2eb (contre-la-montre) et 7eb (contre-la-montre) étapes - Milan-San Remo - Het Volk - Tour de Belgique : - Classement général - 1re (contre-la-montre), 2e et 4e étapes - Liège-Bastogne-Liège - Grand Prix de Francfort - Critérium du Dauphiné libéré : - Classement général - Prologue (contre-la-montre par équipes), 1reb et 5eb (contre-la-montre) étapes - Grand Prix du Midi libre : - Classement général - 1re et 2e étapes - Grand Prix de la ville de Camaiore - Tour de France : - Classement général - Classement par points - Classement du combiné - Prologue (contre-la-montre par équipes), 2e, 13e (contre-la-montre), 17e et 20e (contre-la-montre) étapes - Escalade de Montjuïc : - Classement général - Course en ligne et contre-la-montre - Tour de Lombardie - Grand Prix de l'Escaut - 2e du Grand Prix de Monaco - 2e de la Flèche brabançonne - 2e d'À travers Lausanne - 3e du Grand Prix E3 - 3e du Grand Prix Union Dortmund - 5e de Paris-Roubaix | - 1972 - Super Prestige Pernod - Prologue, 2e et 5e étapes de Paris-Nice - Milan-San Remo - Flèche brabançonne - Liège-Bastogne-Liège - Flèche wallonne - Tour d'Italie : - Classement général - 12ea (contre-la-montre), 14e, 16e et 19eb (contre-la-montre) étapes - Tour de France : - Classement général - Classement par points - Classement du combiné - Prologue, 3eb (contre-la-montre par équipes), 5eb (contre-la-montre), 8e, 13e, 14ea et 20ea (contre-la-montre) étapes - Grand Prix de l'Escaut - Grand Prix Union Dortmund - Tour du Piémont - Escalade de Montjuïc : - Classement général - Course en ligne, contre-la-montre individuel et contre-la-montre par équipes - Tour d'Émilie - Tour de Lombardie - À travers Lausanne : - Classement général - Course en ligne et contre-la-montre - Trophée Baracchi (avec Roger Swerts) - Grand Prix Mendrisio - 2e du Trofeo Laigueglia - 2e de Paris-Nice - 2e du Grand Prix E3 - 2e du championnat de Belgique sur route - 2e du Grand Prix de Francfort - 2e du Championnat des Flandres - 2e du Prix national de clôture - 3e du Het Volk - 3e de Gand-Wevelgem - 4e du championnat du monde du route - 7e du Tour des Flandres - 7e de Paris-Roubaix - 1973 - Super Prestige Pernod - Trofeo Laigueglia - Tour de Sardaigne : - Classement général - 4ea étape (contre-la-montre) - Het Volk - Prologue de Paris-Nice - Gand-Wevelgem - Amstel Gold Race - Paris-Roubaix - Liège-Bastogne-Liège - Tour d'Espagne : - Classement général - Classement par points - Classement du combiné - Classement des étapes volantes - Prologue, 6eb (contre-la-montre par équipes), 8e, 10e, 15eb (contre-la-montre), 16e et 17eb (contre-la-montre) étapes - Tour d'Italie : - Classement général - Classement par points - Prologue (avec Roger Swerts), 1re, 4e, 8e, 10e et 18e étapes - Course de côte de Monte Campione - Classement général - Contre-la-montre - Grand Prix de Fourmies : - Classement général - 1re étape - Paris-Bruxelles - À travers Lausanne : - Classement général - 1re et 2e étapes (contre-la-montre) - Grand Prix des Nations (contre-la-montre) - Challenge Gan - 2e de la Semaine catalane - 2e de la Flèche wallonne - 2e du championnat de Belgique sur route - 2e du Grand Prix Mendrisio - 3e de Paris-Nice - 3e du Tour des Flandres - 3e du Grand Prix Union Dortmund - 4e du championnat du monde du route - 6e de Paris-Tours - 1974 - Champion du monde sur route - Super Prestige Pernod - Trofeo Laigueglia - Prologue, 1re et 5e étapes de Paris-Nice - Tour d'Italie : - Classement général - 12e (contre-la-montre) et 21e étapes - Tour de Suisse : - Classement général - Prologue, 2e et 9eb (contre-la-montre) étapes - Tour de France : - Classement général - Classement du combiné - Prix de la combativité - Prologue, 6eb (contre-la-montre par équipes), 7e, 9e, 10e, 15e, 19eb (contre-la-montre), 21ea et 22e étapes - Escalade de Montjuïc : - Classement général - Course en ligne, contre-la-montre individuel et contre-la-montre par équipes - Challenge Gan - 2e de la Semaine catalane - 2e de Gand-Wevelgem - 2e du Grand Prix de Francfort - 2e du Tour de Lombardie - 3e de Paris-Nice - 3e du Tour des Flandres - 3e de la Coppa Placci - 3e du Trophée Baracchi (avec Roger De Vlaeminck) - 4e de Paris-Roubaix - 4e des Quatre Jours de Dunkerque - 1975 - Super Prestige Pernod - Tour de Sardaigne : - Classement général - 2e étape - Sassari-Cagliari - 5e étape de Paris-Nice - Milan-San Remo - Amstel Gold Race - Semaine catalane : - Classement général - 3eb étape (contre-la-montre) - Tour des Flandres - Liège-Bastogne-Liège - 1re et 5eb (contre-la-montre) étapes du Tour de Romandie - 8e étape du Tour de Suisse - Tour de France : - Prix de la combativité - 6e (contre-la-montre) et 9eb (contre-la-montre) étapes - Course des raisins - Escalade de Montjuïc : - Classement général - Contre-la-montre individuel et contre-la-montre par équipes (avec Lucien Van Impe) - Challenge Gan - 2e de Paris-Nice - 2e de Paris-Roubaix - 2e du Grand Prix de Wallonie - 2e du Tour de Suisse - 2e du Tour de France - 2e du Championnat de Zurich - 2e de Paris-Bruxelles - 2e d'À travers Lausanne - 2e du Prix national de clôture - 3e de la Flèche wallonne - 3e du championnat de Belgique sur route - 3e du Grand Prix Jef Scherens - 6e du Tour de Lombardie - 7e du Grand Prix de Francfort - 8e du championnat du monde du route - 9e de Paris-Tours - 10e du Critérium du Dauphiné libéré - 1976 - 2e étape de Tirreno-Adriatico - Milan-San Remo - Semaine catalane : - Classement général - 1rea (contre-la-montre) et 4eb (contre-la-montre) étapes - Circuit de la vallée de la Lys - Prologue du Tour de Romandie (avec Joseph Bruyère) - Omloop van de Westkust - 2e de Tirreno-Adriatico - 2e de la Flèche brabançonne - 2e du Grand Prix de la ville de Zottegem - 3e du Tour de Romandie - 3e du Tour du Latium - 4e de la Flèche wallonne - 5e du championnat du monde du route - 6e de Paris-Roubaix - 6e de Liège-Bastogne-Liège - 8e du Tour d'Italie - 1977 - Classement général du Trophée méditerranéen - 4e étape de Paris-Nice - 6e étape du Tour de Suisse - 7eb étape du Tour de France (contre-la-montre par équipes) - 2e du Circuit de l'Indre - 2e du Grand Prix d'Isbergues - 6e de Liège-Bastogne-Liège - 6e du Tour de France - 7e du Tour de Romandie - 8e du Critérium du Dauphiné libéré - 9e de l'Amstel Gold Race |  |

#### Classiques
Le tableau ci-dessous présente les classements d'Eddy Merckx sur les classiques majeures de son époque.
| Année | Milan- San Remo (Mo) | Tour des Flandres (Mo) | Gand-Wevelgem | Paris-Roubaix (Mo) | Liège- Bastogne-Liège (Mo) | Flèche wallonne | Amstel Gold Race | Championnat de Zurich | Paris-Tours | Tour de Lombardie (Mo) |
| ----- | -------------------- | ---------------------- | ------------- | ------------------ | -------------------------- | --------------- | ---------------- | --------------------- | ----------- | ---------------------- |
| 1966  | Vainqueur            | Abandon                | 9e            | 15e                | 8e                         | Abandon         | -                | -                     | 20e         | 2e                     |
| 1967  | Vainqueur            | 3e                     | Vainqueur     | 8e                 | 2e                         | Vainqueur       | 16e              | -                     | -           | 6e                     |
| 1968  | 31e                  | 9e                     | 9e            | Vainqueur          | -                          | -               | -                | -                     | 8e          | 3e                     |
| 1969  | Vainqueur            | Vainqueur              | -             | 2e                 | Vainqueur                  | 5e              | 3e               | 4e                    | -           | -                      |
| 1970  | 8e                   | 3e                     | Vainqueur     | Vainqueur          | 3e                         | Vainqueur       | 8e               | -                     | -           | 4e                     |
| 1971  | Vainqueur            | 74e                    | 14e           | 5e                 | Vainqueur                  | -               | -                | -                     | -           | Vainqueur              |
| 1972  | Vainqueur            | 7e                     | 3e            | 7e                 | Vainqueur                  | Vainqueur       | -                | -                     | 116e        | Vainqueur              |
| 1973  | -                    | 3e                     | Vainqueur     | Vainqueur          | Vainqueur                  | 2e              | Vainqueur        | -                     | 6e          | déclassé               |
| 1974  | -                    | 3e                     | 2e            | 4e                 | -                          | -               | -                | -                     | Abandon     | 2e                     |
| 1975  | Vainqueur            | Vainqueur              | 6e            | 2e                 | Vainqueur                  | 3e              | Vainqueur        | 2e                    | 9e          | 6e                     |
| 1976  | Vainqueur            | 17e                    | 10e           | 6e                 | 6e                         | 4e              | -                | 7e                    | -           | -                      |
| 1977  | 96e                  | Abandon                | -             | 11e                | 6e                         | -               | 9e               | 4e                    | 38e         | -                      |

Au total, il a remporté 27 classiques, dont 19 Monuments :
- 7 fois Milan-San Remo : 1966, 1967, 1969, 1971, 1972, 1975 et 1976
- 2 fois le Tour des Flandres : 1969 et 1975 (3e en 1967, 1970, 1973 et 1974)
- 3 fois Paris-Roubaix : 1968, 1970 et 1973 (2e en 1969 et 1975)
- 5 fois Liège-Bastogne-Liège : 1969, 1971, 1972, 1973 et 1975 (2e en 1967 et 3e en 1970)
- 2 fois le Tour de Lombardie : 1971, 1972 (2e en 1966 et 1974 et 3e en 1968)

Il a également gagné :
- 3 fois la Flèche wallonne : 1967, 1970 et 1972 (2e en 1973 et 3e en 1975)
- 3 fois Gand-Wevelgem : 1967, 1970 et 1973 (2e en 1974 et 3e en 1972)
- 2 fois l'Amstel Gold Race : 1973 et 1975 (3e en 1969)

Il manque à son palmarès Paris-Tours, le Championnat de Zurich (qu'il a terminé 2e en 1975) et Bordeaux-Paris (auquel il n'a jamais participé).
En 1975, il termine dans les 10 premiers de toutes les classiques auxquelles il participe.
Sur les 11 saisons de 1966 à 1976, seule l'année 1974 se termine sans qu'il ne remporte aucune classique. Néanmoins, il réalise cette année-là le triplé Giro-Tour de France-Championnat du Monde. Il est le premier à réaliser cette performance, qui ne sera réitérée que deux fois, par Stephen Roche en 1987 et Tadej Pogacar en 2024.

#### Résultats sur lesgrands tours

##### Tour de France
7 participations
- 1969 :  Vainqueur du classement général,  du classement par points,  du classement de la montagne,  du classement du combiné,  du prix de la combativité et des 1reb (contre-la-montre par équipes), 6e, 8ea (contre-la-montre), 11e, 15e (contre-la-montre), 17e et 22eb (contre-la-montre) étapes,  maillot jaune pendant 18 jours.
- 1970 :  Vainqueur du classement général,  du classement de la montagne,  du classement du combiné,  du prix de la combativité, du prologue et des 3ea (contre-la-montre par équipes), 7ea, 10e, 11ea (contre-la-montre), 12e, 14e, 20eb (contre-la-montre) et 23e (contre-la-montre) étapes,  maillot jaune pendant 20 jours.
- 1971 :  Vainqueur du classement général,  du classement par points,  du classement du combiné, du prologue (contre-la-montre par équipes) et des 2e, 13e (contre-la-montre), 17e et 20e (contre-la-montre) étapes,  maillot jaune pendant 16 jours.
- 1972 :  Vainqueur du classement général,  du classement par points,  du classement du combiné, du prologue et des 3eb (contre-la-montre par équipes), 5eb (contre-la-montre), 8e, 13e, 14ea et 20ea (contre-la-montre) étapes,  maillot jaune pendant 15 jours.
- 1974 :  Vainqueur du classement général ,  du classement du combiné,  du prix de la combativité, du prologue et des 6eb (contre-la-montre par équipes), 7e, 9e, 10e, 15e, 19eb (contre-la-montre), 21ea et 22e étapes,  maillot jaune pendant 18 jours.
- 1975 : 2e et vainqueur  du prix de la combativité et des 6e (contre-la-montre) et 9eb (contre-la-montre) étapes,  maillot jaune pendant 9 jours.
- 1977 : 6e et vainqueur de la 7eb étape (contre-la-montre par équipe).

##### Tour d'Italie
8 participations
- 1967 : 9e et vainqueur des 12e et 14e étapes.
- 1968 :  Vainqueur du classement général,  du classement par points,  du classement de la montagne et des 1re, 2e, 8e et 12e étapes,  maillot rose pendant 13 jours.
- 1969 : exclu à la suite d'un contrôle antidopage positif (17e étape), vainqueur des 3e, 4e (contre-la-montre), 7e et 15e (contre-la-montre) étapes,  maillot rose pendant 6 jours.
- 1970 :  Vainqueur du classement général et des 2e, 7e et 9e (contre-la-montre) étapes,  maillot rose pendant 14 jours.
- 1972 :  Vainqueur du classement général et des 12ea (contre-la-montre), 14e, 16e et 19eb (contre-la-montre) étapes,  maillot rose pendant 14 jours.
- 1973 :  Vainqueur du classement général,  du classement par points, du classement du combiné, du prologue (avec Roger Swerts) et des 1re, 4e, 8e, 10e et 18e étapes,  maillot rose pendant 20 jours.
- 1974 :  Vainqueur du classement général et des 12e (contre-la-montre) et 21e étapes,  maillot rose pendant 10 jours.
- 1976 : 8e

##### Tour d'Espagne
1 participation
- 1973 :  Vainqueur du classement général,  du classement par points,  du classement du combiné, du classement des étapes volantes, du prologue et des 6eb (contre-la-montre par équipes), 8e, 10e, 15eb (contre-la-montre), 16e et 17eb (contre-la-montre),  maillot amarillo pendant 9 jours.

#### Résultats sur les autres courses à étapes
Le tableau ci-dessous présente les classements d'Eddy Merckx sur les principales courses à étapes de son époque hormis les Grands Tours repris ci-dessus.
| AB | Abandon | HD | Hors-délais | - | Pas de participation | X | Pas d'épreuve |

| Année | Tour de Sardaigne | Paris-Nice | Tirreno-Adriatico | Semaine catalane | Tour de Catalogne | Tour de Romandie | Tour de Suisse | Critérium du Dauphiné libéré | Tour de Belgique | Grand Prix du Midi libre |
| ----- | ----------------- | ---------- | ----------------- | ---------------- | ----------------- | ---------------- | -------------- | ---------------------------- | ---------------- | ------------------------ |
| 1966  | -                 | 4e         | -                 | -                | -                 | -                | -              | -                            | 11e              | 11e                      |
| 1967  | AB                | 10e        | -                 | -                | -                 | -                | -              | X                            | -                | -                        |
| 1968  | Vainqueur         | AB         | -                 | AB               | Vainqueur         | Vainqueur        | -              | X                            | AB               | X                        |
| 1969  | -                 | Vainqueur  | -                 | -                | -                 | -                | -              | -                            | -                | -                        |
| 1970  | 2e                | Vainqueur  | -                 | -                | -                 | -                | -              | -                            | Vainqueur        | -                        |
| 1971  | Vainqueur         | Vainqueur  | -                 | -                | -                 | -                | -              | Vainqueur                    | Vainqueur        | Vainqueur                |
| 1972  | AB                | 2e         | -                 | -                | -                 | -                | -              | -                            | -                | -                        |
| 1973  | Vainqueur         | 3e         | -                 | 2e               | -                 | -                | -              | -                            | AB               | _                        |
| 1974  | 4e                | 3e         | -                 | 2e               | -                 | -                | Vainqueur      | -                            | -                | -                        |
| 1975  | Vainqueur         | 2e         | -                 | Vainqueur        | -                 | 14e              | 2e             | 10e                          | -                | 10e                      |
| 1976  | 8e                | -          | 2e                | Vainqueur        | -                 | 3e               | -              | -                            | 23e              | -                        |
| 1977  | 20e               | AB         | -                 | 5e               | -                 | 7e               | 12e            | 8e                           | -                | 8e                       |

#### Championnats du monde sur route

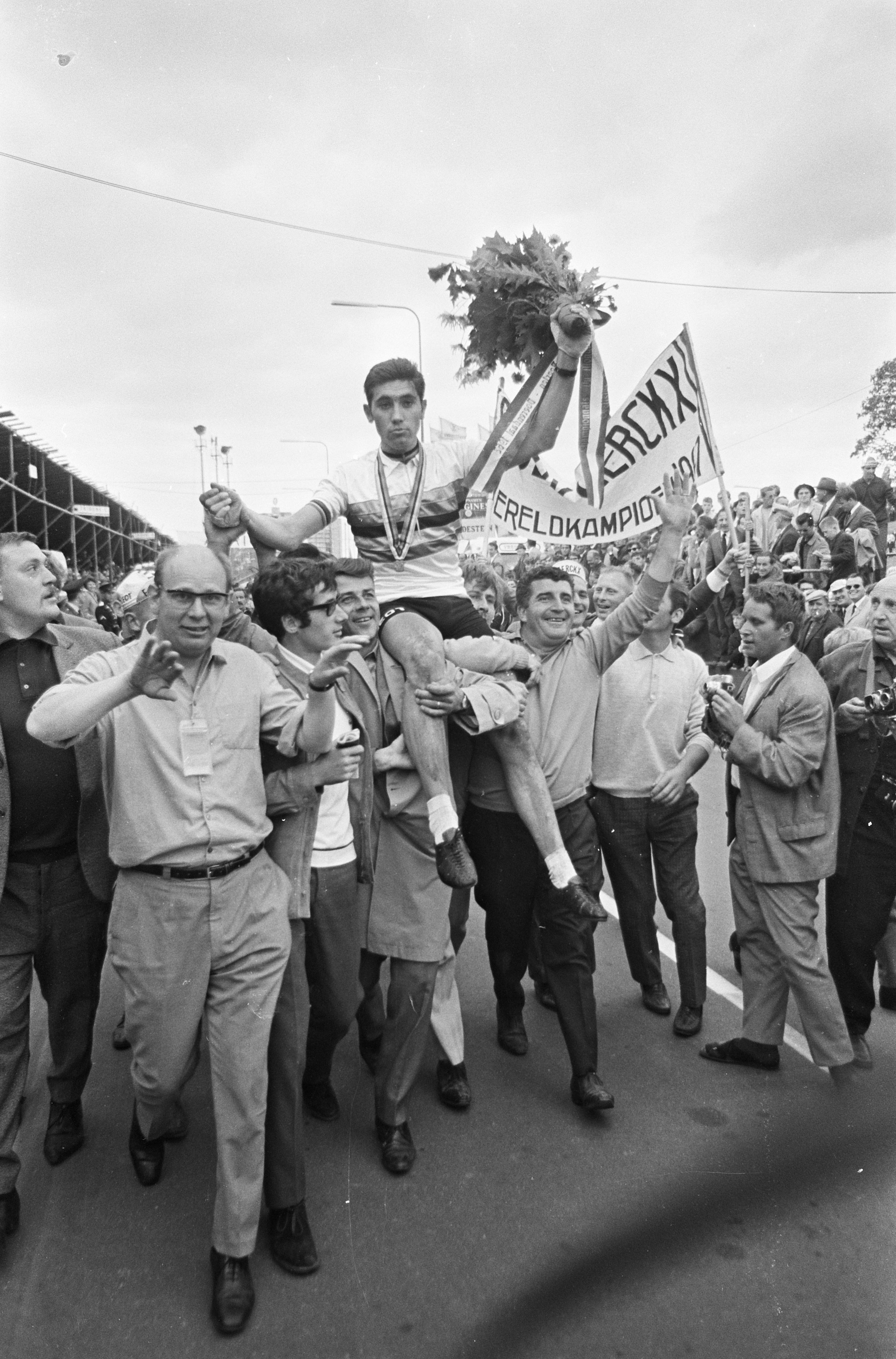
Eddy Merckx en 1967 à Heerlen, porté en triomphe par ses supporters après son sacre.

Eddy Merckx a remporté les championnats du monde de cyclisme sur route chez les amateurs à Sallanches en 1964. 
Ensuite, entre 1965 et 1977, il a participé consécutivement aux treize courses en ligne des championnats du monde de cyclisme sur route chez les professionnels. Il en a remporté trois (Heerlen en 1967, Mendrisio en 1971 et Montréal en 1974), à réalisé huit top 10 et en a terminé douze.
| 1965 | 1966 | 1967      | 1968 | 1969    | 1970 | 1971      | 1972 | 1973 | 1974      | 1975 | 1976 | 1977 |
| ---- | ---- | --------- | ---- | ------- | ---- | --------- | ---- | ---- | --------- | ---- | ---- | ---- |
| 29e  | 12e  | Vainqueur | 8e   | Abandon | 29e  | Vainqueur | 4e   | 4e   | Vainqueur | 8e   | 5e   | 33e  |

#### Distinctions et classements de fin de saison
- Élu coureur du siècle par le comité directeur de l'Union cycliste internationale, à l'occasion du centenaire de cette dernière[132]
- Lauréat du Super Prestige Pernod : 1969, 1970, 1971, 1972, 1973, 1974, 1975 (2e : 1967)
- Lauréat du Mendrisio d'or : 1972 et 2011
- Lauréat du Challenge Gan : 1973, 1974, 1975
- Trophée du mérite sportif belge : 1967
- Sportif belge de l'année : 1969, 1970, 1971, 1972, 1973, 1974
- Athlète belge du XXe siècle
- 2e des Awards du sportif du Millénaire entre Michael Jordan et Carl Lewis (décerné en décembre 2000)

#### Records du monde

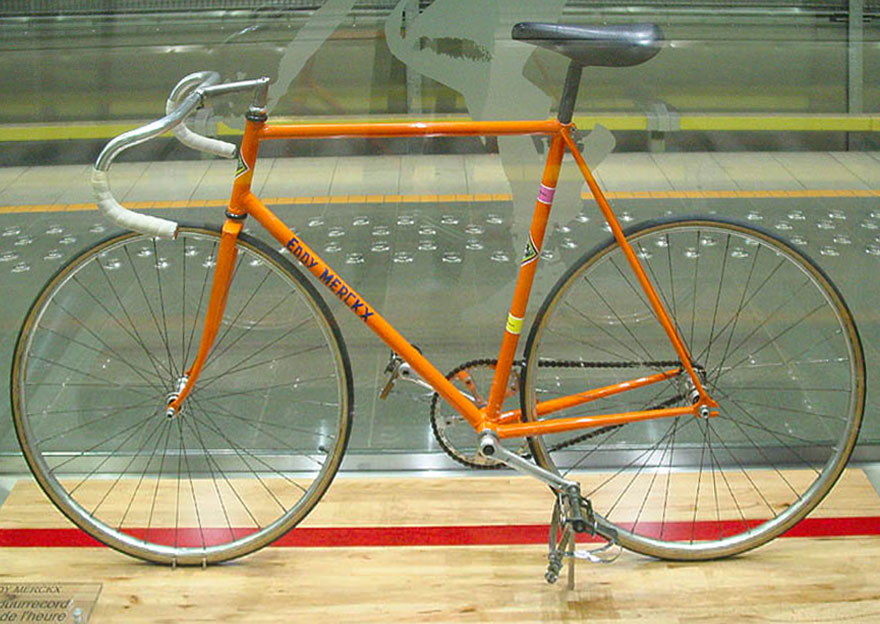
Vélo du record de l'heure à Mexico, présenté dans la station homonyme de la STIB.

- Record du monde de l'heure : 49,431 km, le 25 octobre 1972 à Mexico (vélo de 5,9 kg)
- Record du monde des 20 km : 24 min 06 s 8, le 25 octobre 1972
- Record du monde des 10 km : 11 min 53 s 2, le 25 octobre 1972 (départ arrêté sans entraîneur)

### Palmarès sur piste

#### Palmarès amateur
- 1963
  -  Champion de Belgique de l'américaine amateur (avec Patrick Sercu)
  - Omnium de Bruxelles (avec Patrick Sercu)
  - 3e du championnat de Belgique d'omnium amateurs
- 1964
  -  Champion de Belgique de l'américaine amateur (avec Patrick Sercu)
  - Omnium de Bruxelles (x3) (avec Patrick Sercu)
  - Omnium de Cologne (avec Patrick Sercu)
  - Omnium d'Anvers (avec Patrick Sercu)
  - Omnium de Forest-Vorst (avec Patrick Sercu)
- 1965
  -  Champion de Belgique de l'américaine amateur (avec Patrick Sercu)

#### Palmarès professionnel
| - 1965 - Six Jours de Gand (avec Patrick Sercu) - Américaine de Rocourt (avec Patrick Sercu) - Omnium de Roubaix (avec Patrick Sercu) - 2e des Six Jours de Bruxelles (avec Patrick Sercu) - 1966 - Champion de Belgique de l'américaine (avec Patrick Sercu) - Omnium d'Anvers (avec Patrick Sercu) - Omnium de Rocourt (avec Patrick Sercu) - Omnium d'Ostende (avec Patrick Sercu) - Omnium de Bruxelles (avec Rik Van Looy et Edward Sels) - Omnium de Bruxelles (avec Patrick Sercu) - Omnium de Bruxelles (avec Rik Van Steenbergen) - Omnium de Gand (avec Rik Van Steenbergen, Patrick Sercu et Noël Van Clooster) - Omnium de Gand (avec Walter Godefroot) - Individuelle d'Anvers - 2e des Six Jours d'Anvers (avec Patrick Sercu et Klaus Bugdahl) - 1967 - Champion de Belgique de l'américaine (avec Patrick Sercu) - Six Jours de Gand (avec Patrick Sercu) - Omnium de Gand (avec Edward Sels et Rik Van Looy) - Omnium d'Aulnay-sous-Bois (avec Ferdinand Bracke) - Omnium de Milan - Omnium de Lorient (avec Rudi Altig, Tom Simpson et Alf Howling) - Omnium de Roubaix - Omnium d'Anvers - Omnium d'Ostande (avec Patrick Sercu) - Omnium de Gand (avec Daniel Van Ryckeghem) - Omnium de Gand (avec Ferdinand Bracke) - Américaine d'Ostande (avec Patrick Sercu) - Américaine de Rocourt (avec Patrick Sercu) - Américaine de Madrid (avec Jan Janssen) - Poursuite individuelle d'Anvers - 2e des Six Jours d'Anvers (avec Patrick Sercu et Klaus Bugdahl) - 2e des Six Jours de Berlin (avec Patrick Sercu) - 1968 - Champion de Belgique de l'américaine (avec Patrick Sercu) - Six Jours de Charleroi (avec Ferdinand Bracke) - Omnium d'Anvers - Omnium de Gand (avec Patrick Sercu) - Omnium d'Anvers (avec Rik Van Looy) - Omnium de Milan (avec Vittorio Adorni) - Omnium de Rocourt - Omnium d'Ostende (avec Patrick Sercu) - Omnium d'Ostende - Omnium de Rocourt - Omnium de Milan (avec Rudi Altig, Lucien Aimar et Jean Jourden) - Omnium de Rome (avec Vittorio Adorni) - Omnium de Milan (avec Rudi Altig) - Omnium de Gand (avec Guido Reybrouck) - Poursuite individuelle à Milan - 2e des Six Jours de Cologne (avec Patrick Sercu) - 1969 - Champion d'Europe de l'américaine (avec Patrick Sercu) - Omnium d'Yvetot - Omnium de Gand (avec Roger De Vlaeminck et Walter Godefroot) - Omnium d'Anvers - Omnium de Rome - Omnium de la Roche-sur-Yon (avec Robert Lelangue et Frans Mintjens) - Omnium de Vincennes - Omnium d'Ostende - Omnium de Gand (avec Julien Stevens) - Omnium de Gand (avec Roger De Vlaeminck) - Omnium de Charleroi (avec Ferdinand Bracke) - Omnium d'Anvers (avec Jacques Anquetil, Rudi Altig et Harm Ottenbros) - Poursuite individuelle de Charleroi - 2e des Six Jours de Milan (avec Patrick Sercu) - 2e des Six Jours de Charleroi (avec Julien Stevens) - 1970 - Omnium d'Anvers (avec Julien Stevens) - Omnium de Charleroi - Omnium de Grenoble - Omnium de Milan (avec Jean-Pierre Monseré) - Américaine de Charleroi (avec Julien Stevens) - 3e des Six Jours de Cologne (avec Rudi Altig) | - 1971 - Six Jours de Milan (avec Julien Stevens) - Omnium de Bruxelles (avec Roger De Vlaeminck, Jean-Pierre Monseré et Ferdinand Bracke) - Omnium de Rocourt - Omnium de Vincennes - Poursuite individuelle de Bruxelles - 1972 - Omnium de Gand (avec Walter Godefroot et Patrick Sercu) - Poursuite individuelle de Mantoue - 1973 - Six Jours de Dortmund (avec Patrick Sercu) - Six Jours de Grenoble (avec Patrick Sercu) - Omnium d'Ostende - Omnium de Gand - Poursuite individuelle d'Amsterdam - 2e des Six Jours de Rotterdam (avec Patrick Sercu) - 1974 - Champion de Belgique de l'américaine (avec Patrick Sercu) - Champion de Belgique de l'omnium (avec Patrick Sercu) - Six Jours d'Anvers (avec Patrick Sercu) - Omnium de Genève - Omnium de Luxembourg - Omnium de Rotterdam - Omnium de Meinier - Omnium de Luxembourg (avec Roger Gilson) - Omnium de Madrid (avec Jos Huysmans et Victor Van Schil) - Américaine de Madrid (avec Jos Huysmans) - 2e des Six Jours de Rotterdam (avec Patrick Sercu) - 1975 - Champion d'Europe de l'omnium - Champion de Belgique de l'américaine (avec Patrick Sercu) - Champion de Belgique de l'omnium (avec Patrick Sercu) - Six Jours de Gand (avec Patrick Sercu) - Six Jours de Grenoble (avec Patrick Sercu) - Six Jours d'Anvers (avec Patrick Sercu) - Omnium de Genève - Omnium de Zurich - Omnium de Gand - Omnium d'Anvers - Omnium de Valkenburg - Omnium de Gand (avec Patrick Sercu) - 2e des Six Jours de Dortmund (avec Patrick Sercu) - 2e des Six Jours de Munich (avec Patrick Sercu) - 1976 - Champion de Belgique de l'américaine (avec Patrick Sercu) - Champion de Belgique de l'omnium (avec Patrick Sercu) - Six Jours d'Anvers (avec Patrick Sercu) - Six Jours de Rotterdam (avec Patrick Sercu) - Omnium de Marseille - Omnium d'Anvers (avec Rik Van Linden) - Omnium de Gand - Omnium de Vincennes (avec Frans Van Looy) - Américaine de Grenoble (avec Patrick Sercu) - 1977 - Champion d'Europe de l'américaine (avec Patrick Sercu) - Six Jours de Gand (avec Patrick Sercu) - Six Jours de Maastricht (avec Patrick Sercu) - Six Jours de Zurich (avec Patrick Sercu) - Six Jours de Berlin (avec Patrick Sercu) - Six Jours de Munich (avec Patrick Sercu) - Omnium de Vincennes (avec Patrick Sercu) - Omnium d'Anvers (avec Rik Van Linden et Frans Van Looy) - Omnium de Milan - Omnium de Gand (avec Freddy Maertens et Rik Van Linden) - Omnium de Zurich (avec Patrick Sercu) - Omnium de Vienne (avec Patrick Sercu) - Omnium de Vienne (avec Patrick Sercu) - Américaine de Copenhague (avec Patrick Sercu) - Américaine de Copenhague (avec Patrick Sercu) - 2e des Six Jours de Grenoble (avec Patrick Sercu) - 1978 - Omnium de Zurich (avec Patrick Sercu) |

### Records et exploits

#### Records
- Plus grand nombre de victoires dans une carrière cycliste : 525 (333 hors-critérium)
- Recordman de l'heure sur piste : 49,431 km. Ce record, établi le 25 octobre 1972 à Mexico, a tenu 12 ans avant que Francesco Moser ne le batte. Toutefois, en septembre 2000, l'UCI (Union cycliste internationale) mit en place des critères de validation du record, notamment quant aux caractéristiques du vélo, qui redonnèrent le record à Merckx, battu par Chris Boardman en octobre 2000 : 49,441 km, seulement dix mètres de plus que le « Cannibale » 28 ans plus tôt.
- Plus grand nombre de victoires en une saison : 54.
- Plus grand nombre de victoires d'étapes en un Tour de France : 8 en 1970 et en 1974 (record partagé avec Charles Pélissier en 1930 et Freddy Maertens en 1976).
- Plus grand nombre de jours avec le maillot jaune du Tour de France sur ses épaules : 96 (111 en comptant les demi-étapes).
- Il est le seul coureur à avoir remporté le maillot jaune, le maillot vert et le classement de la montagne lors du même Tour de France en 1969 (le maillot distinctif blanc à pois rouge du meilleur grimpeur ne fut créé qu'en 1975).
- Il est le seul coureur à avoir gagné quatre grands tours d'affilée : Giro 1972, Tour 1972, Vuelta 1973 et Giro 1973.

#### Ses plus grands écarts sur le second
- 1968 : Tour de Sardaigne ; étape de Civitavecchia : 6 min 27 s
- 1969 : Tour des Flandres : 5 min 36 s
- 1969 : Tour de France ; étape de Mourenx : 7 min 56 s
- 1970 : Paris-Roubaix : 5 min 21 s
- 1971 : Tour de Lombardie : 3 min 31 s
- 1972 : Liège-Bastogne-Liège : 2 min 40 s
- 1973 : Amstel Gold Race : 3 min 13 s
- 1973 : Grand Prix des Nations : 2 min 48 s

#### Ses échappées victorieuses
- 1968 : Circuit des Trois vallées varésines : 65 km d’échappée en solitaire.
- 1969 : Tour des Flandres : 70 km d’échappée en solitaire.
- 1969 : Liège-Bastogne-Liège : 90 km d’échappée, en compagnie de Victor Van Schil.
- 1969 : Tour de France : 140 km d’échappée en solitaire, lors de l'étape des Pyrénées arrivant à Mourenx (franchis en tête : col du Tourmalet, col du Soulor et col d'Aubisque)
- 1971 : Liège-Bastogne-Liège : 63 km d’échappée en solitaire, puis rejoint par Georges Pintens.
- 1971 : Tour de Lombardie : 49 km d’échappée en solitaire.
- 1972 : Tour du Piémont : 70 km d’échappée en solitaire.
- 1973 : Paris-Roubaix : 42 km d’échappée en solitaire.

### Distinctions et hommages

Blason d'Eddy Merckx.

#### Titres d’honneur
En 1996, le roi Albert II confère à Eddy Merckx le titre de noblesse de baron. Sa devise est Post Proelia Praemia (après les champs de bataille, la récompense).
- Chevalier de la Légion d'honneur française : 1975[154]
- Officier de l'ordre de Léopold II : 1996
- Commandeur de la Légion d'honneur française : 2011[154]
- Chevalier de l'ordre du Mérite‎ de la République italienne
- Ordre du Mérite du Comité Olympique et Interfédéral Belge (COIB) : 31 mai 2013[155]
- Médaille d'argent de l'Ordre olympique

#### Distinctions et honneurs de sport
- Trophée national du Mérite sportif : 1967
- Sportif belge de l'année : 1969, 1970, 1971, 1972, 1973 et 1974
- Grand Prix de l'Académie des sports : 1969
- PAP Sportif européen de l’année : 1969, 1970[156]
- Sportif mondial de l’année : 1969, 1971, 1974[156]
- Mendrisio d'or suisse : 1972 et 2011
- Gan Challenge (it) : 1973, 1974, 1975[157]
- Athlète belge du XXe siècle : 1999[158]
- Reuters 7e Personnalité sportive du siècle : 1999[159]
- Prix mondiaux du sport du siècle - 2e place Sports généraux : 1999[160]
- UCI Cycliste du XXe siècle : 2000[161]
- Marca Marca Leyenda : 2000[162]
- Vincenzo Torriani Award : 2001[163]
- Hall of Fame de l'UCI : 2002[164]
- UCI Top 100 de tous les temps (pt) : 1re place (24 510 points)
- Mémoire du Cyclisme - 1re place Classement des plus grands cyclistes : 2002[165]
- 3e place Les Plus Grands Belges : 2005[166]
- Procyclingstats.com - 1re place Classement des victoires de tous les temps : (283 victoires)[167]
- Bleacher Report un des 30 athlètes les plus dominants de tous les temps : 2010[168]
- Bleacher Report 1re place Tour de France Top 25 des coureurs de tous les temps : 2011[169]
- Prix du Sport et Civilization : 2011[170]
- Premier membre du Hall of Fame du Tour d'Italie : 2012[171]
- Topito - 1re place Top 15 des plus grands cyclistes de tous les temps : 2012[172]
- L'Équipe Trophée Champion des Champions de Légende : 2014[173]
- Velonews - 1re place Les plus grands cyclistes de tous les temps : 2019[174]
- Wiggle 1re place Les meilleurs cyclistes de tous les temps : 2020[175]
- Eurosport Le plus grand cycliste du classement général de tous les temps : 2020[176]
- Cyclingranking - 1re place Classement général: 2022[177]

#### Lieux et statues
Plusieurs lieux portent le nom d'Eddy Merckx :
- Une station du Métro de Bruxelles, où est exposé le vélo utilisé lors de son record du monde de l'heure en 1972[178].
- Un des deux vélodromes de Gand se nomme Vlaams Wielercentrum Eddy Merckx (nl)[179].
- Vélodrome Eddy Merckx à Mourenx.
- Une école : Centre Scolaire Eddy Merckx à Woluwé Saint-Pierre (Région de Bruxelles).
- Stèle au sommet de la côte de Stockeu, Stavelot[180].
- Statue en Meise[181].
- Statue en Meensel-Kiezegem[182].
- Place Eddy Merckx en Woluwe-Saint-Pierre[183].
- Un rond-point dans la ville de Binche en Wallonie (Belgique)[184].

Eddy Merckx est citoyen d'honneur de Meise, Tielt-Winge et Tervuren,,.

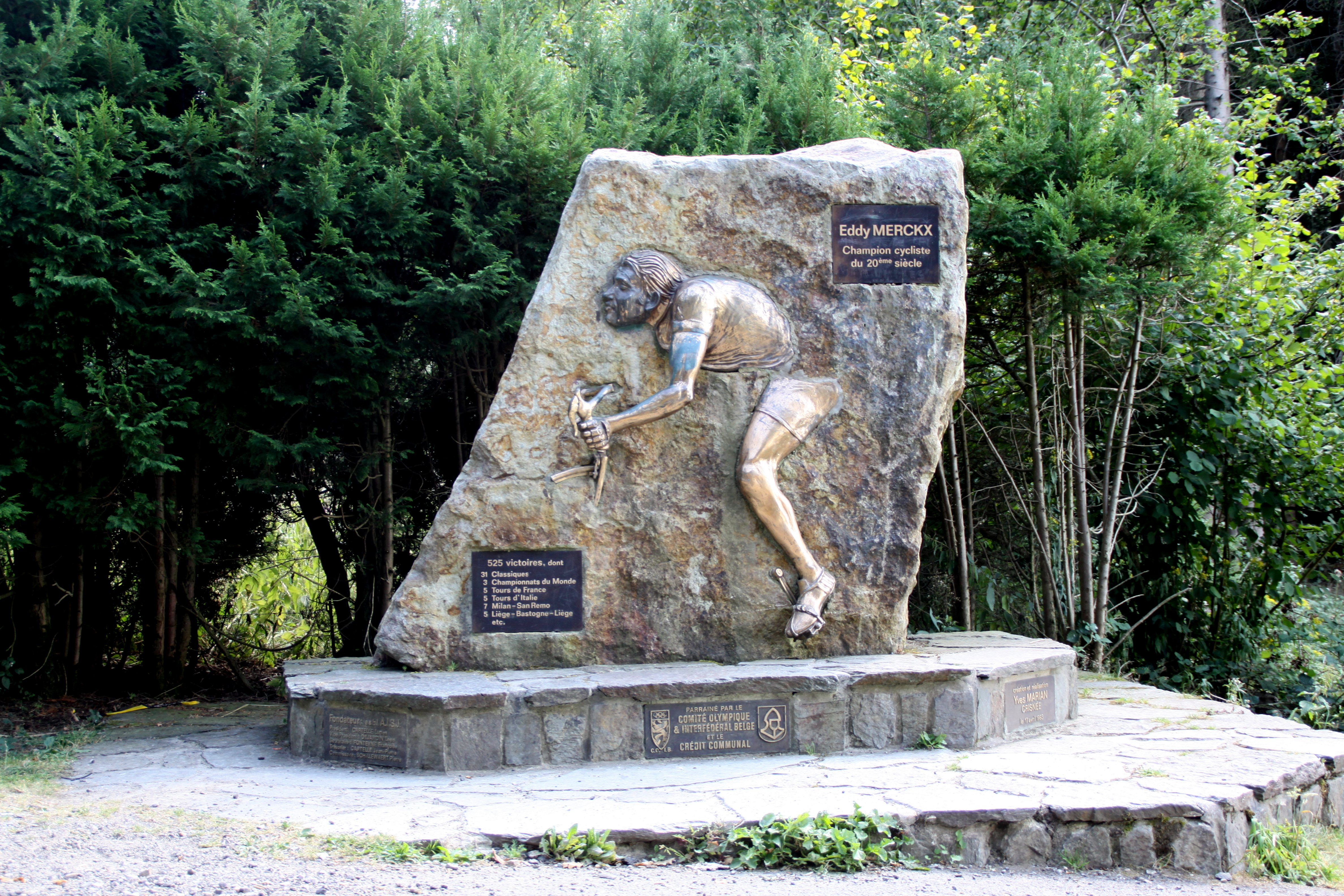
Monument à Eddy Merckx au bord de la route de la côte de Stockeu, où il fut cinq fois victorieux de l'épreuve.
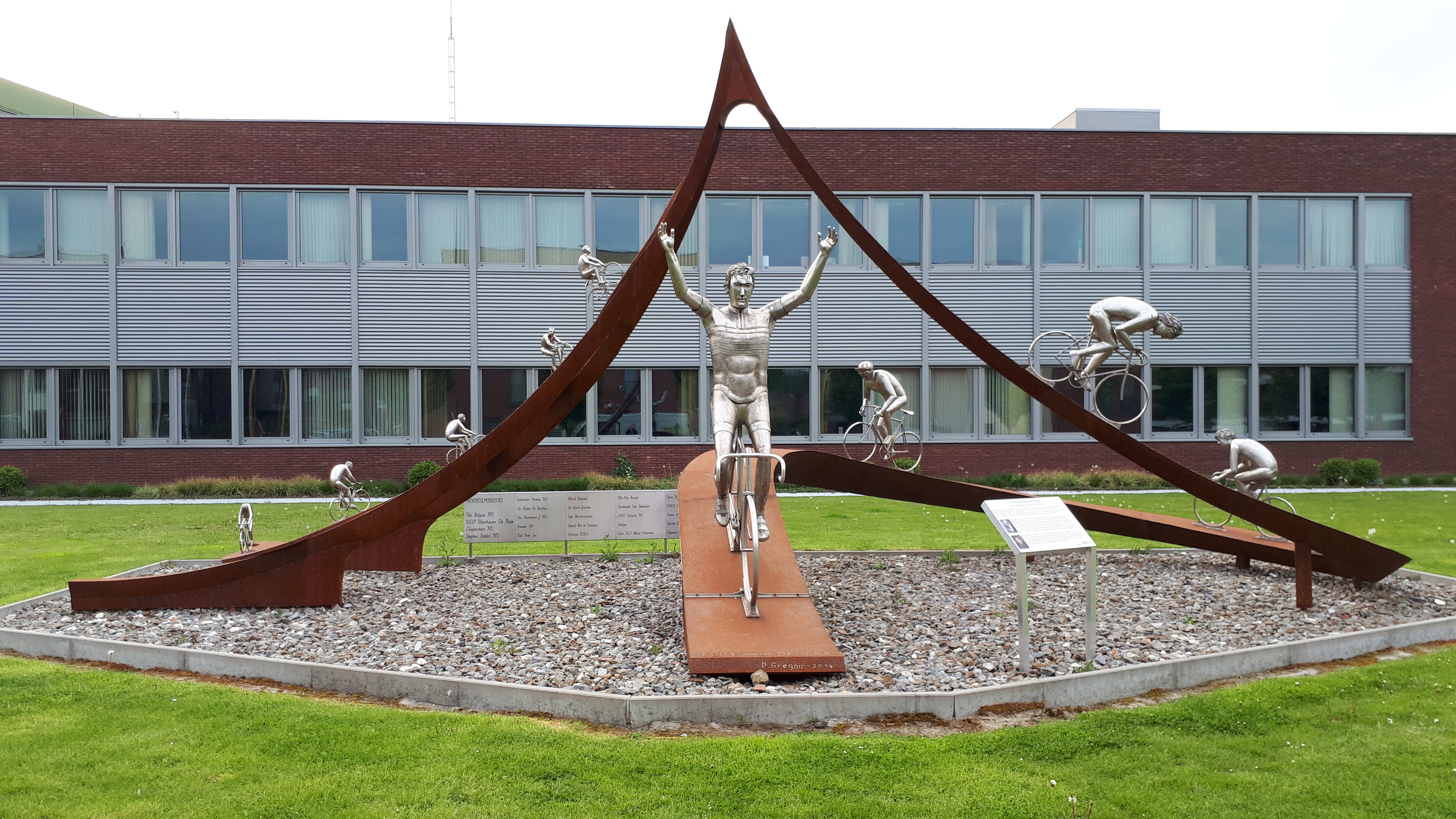
Monument à Wolvertem.
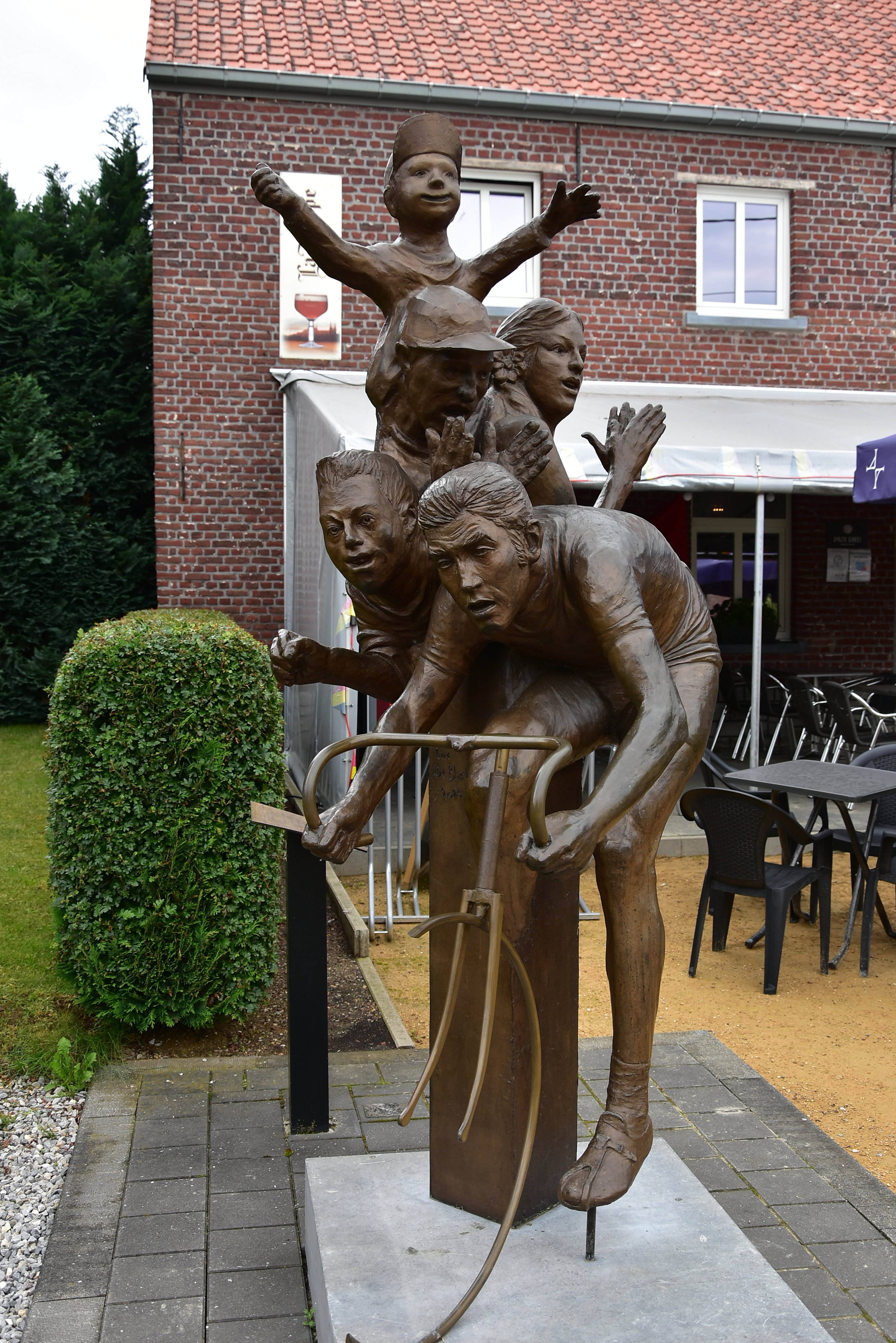
Statue de Merckx dans sa ville natale à Kiezegem .
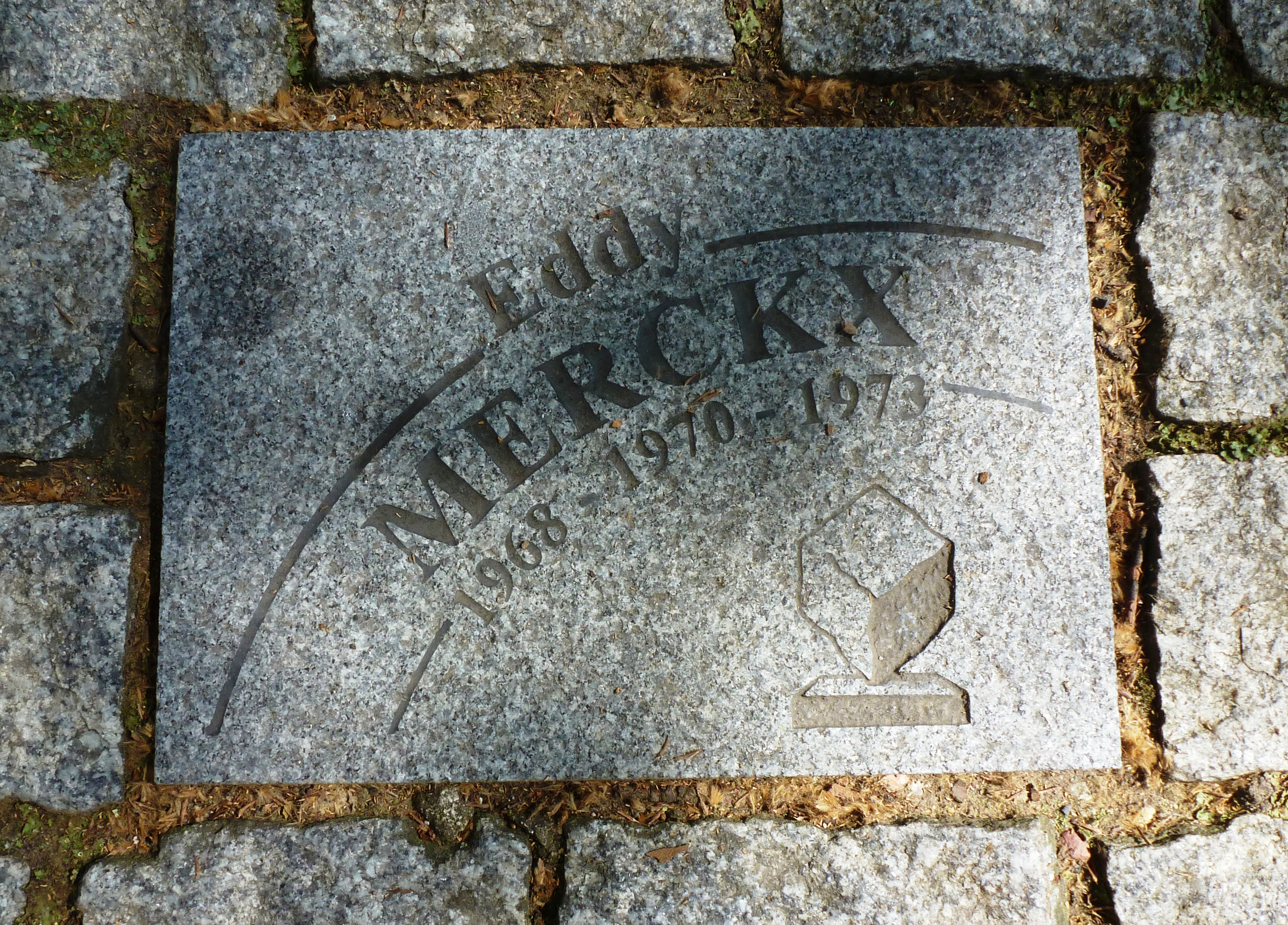
Pavé en l'honneur de Merkx à Roubaix.
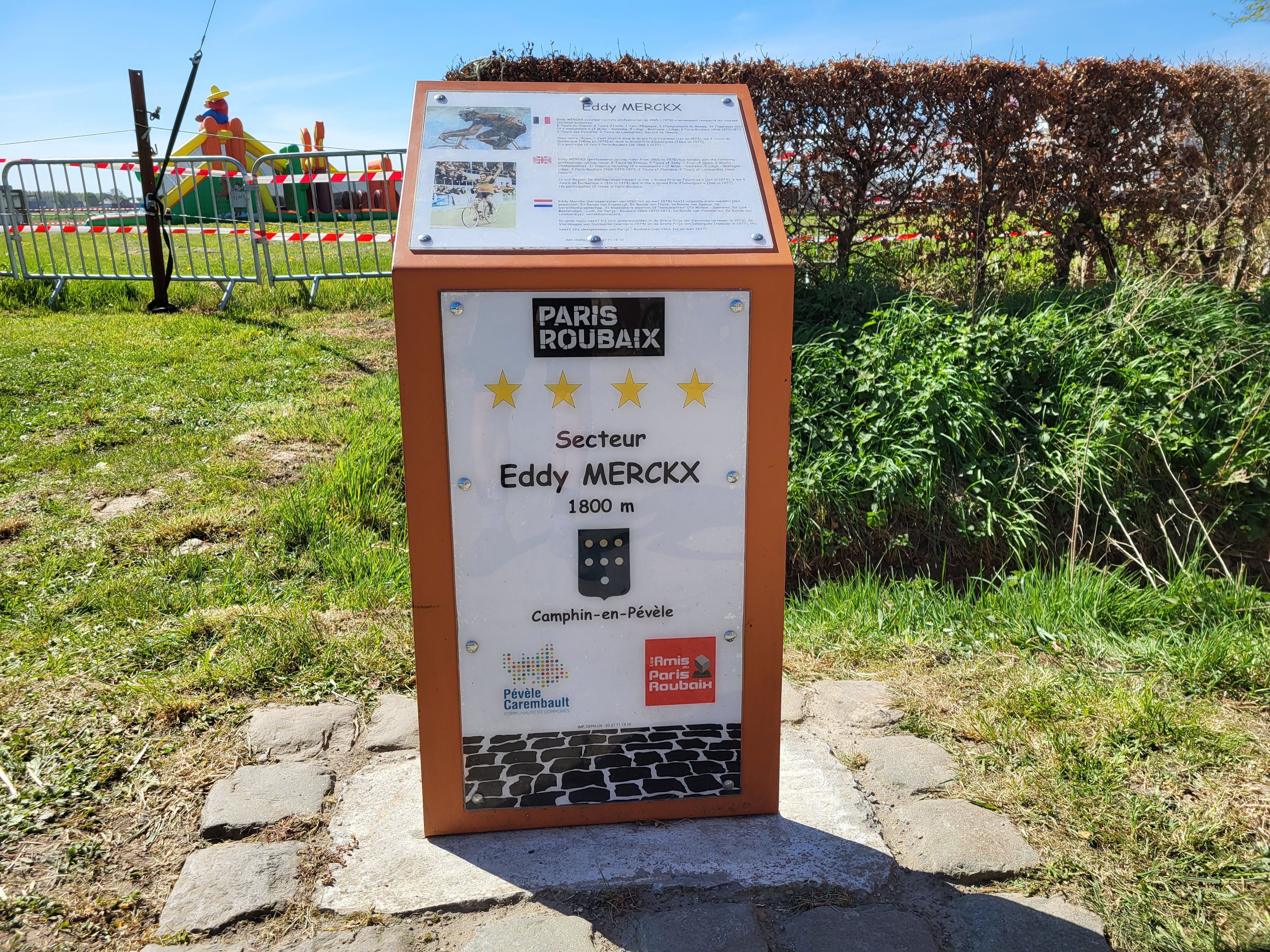
Stèle en l'honneur de Merckx à l’entrée du secteur pavé de Camphin-en-Pévèle.
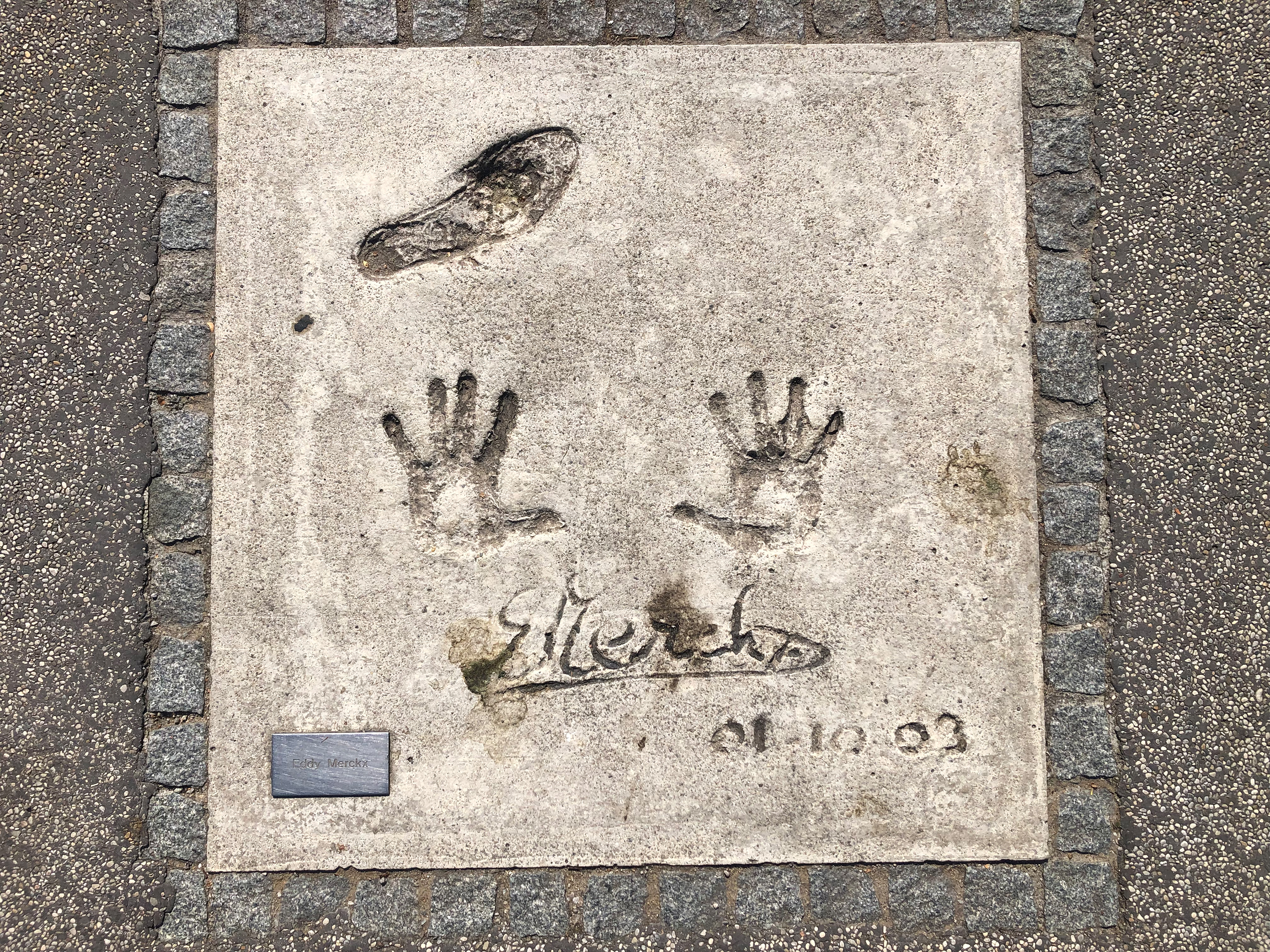
Empreintes de Merkx à la Munich Olympic Walk of Stars.

#### Événement
- Grand Prix Eddy Merckx
- Grand départ du Tour de France 2019 en l’honneur d’Eddy Merckx.

## Filmographie
- La Course en tête, de Joël Santoni (1974).
- The Greatest Show on Earth, documentaire sur le Tour d'Italie 1974 gagné par Merckx.
- Le Prix de l'Exploit (1985), Eddy Merckx y fait une apparition en donnant le départ d'une course cycliste dans l'Ouest américain.
- Torpedo, film de Matthieu Donck paru en 2012.
- Dans le film Le Vélo de Ghislain Lambert (2001, cité supra), Benoît Poelvoorde regarde lors d'une scène la véritable retransmission télévisée en noir et blanc dans son pays d'Eddy Merckx en train de battre le record de l'heure cycliste, en octobre 1972. Il décide de s'entraîner à cette fin.